# Expo 67
Die Expo 67 – offizieller Titel: franz.: Exposition universelle et internationale Montréal 1967, engl.: Universal and International Exhibition Montreal – war eine in der kanadischen Stadt Montreal stattfindende Weltausstellung. Sie dauerte vom 28. April bis zum 29. Oktober 1967; das Ausstellungsgelände befand sich auf einer Halbinsel und zwei Inseln im Sankt-Lorenz-Strom. Das Motto der Ausstellung lautete „Der Mensch und seine Welt“ (franz.: „Terre des Hommes“, engl.: „Man and his World“).
Die Expo 67 war gleichzeitig die Hauptfeierlichkeit im Rahmen der Hundertjahrfeier Canadian Centennial. Ursprünglich hätte die Ausstellung in Moskau stattfinden sollen, um den 50. Jahrestag der Russischen Revolution zu begehen. Die Sowjetunion beschloss jedoch, die Weltausstellung nicht abzuhalten, und so wurde im November 1962 durch das Bureau International des Expositions entschieden, die Messe in Kanada stattfinden zu lassen. Obwohl die Expo 67 mit mehr als 50,3 Millionen Besuchern und 365 Hektar Ausstellungsfläche die größte auf dem amerikanischen Kontinent war und mit 62 teilnehmenden Nationen einen neuen Rekord aufstellte, erwirtschaftete sie einen Verlust von über 210 Millionen kanadischen Dollar.
Die Weltausstellung in Montreal zeigte zumeist Leichtbaukonstruktionen und wies mit neuen architektonischen Raumstrukturen, neuartigen Verkehrskonzepten und Weltraumfahrtvisionen einen technologischen Weg zur Bewältigung von Zukunftsproblemen. Als Leitgedanke galt nach wie vor, dass der Mensch die Natur beherrschen könne. Berühmt gewordene Hinterlassenschaften der Ausstellung sind die geodätische Kugel Biosphère des US-amerikanischen Architekten Richard Buckminster Fuller sowie der Wohnbaukomplex Habitat 67 des israelischen Architekten Mosche Safdie.

## Geschichte

### Hintergründe
Die Idee, 1967 eine Weltausstellung in Kanada abzuhalten, geht auf das Jahr 1956 zurück. Der damalige Sprecher des kanadischen Senats, Mark Robert Drouin, präsentierte sie am 25. August 1958 an der Expo 58 in Brüssel erstmals einer breiten Öffentlichkeit. Die Messe in Kanada sollte auch eine Plattform für die Feier zum hundertjährigen Jubiläum der Unabhängigkeit der Kanadischen Konföderation sein. Die ursprünglich angedachte Idee, die Weltausstellung in Toronto durchzuführen, verursachte politischen Widerstand. Allerdings unterstützte Montreals Bürgermeister Sarto Fournier den Vorschlag und reichte dem Bureau International des Expositions (BIE) eine Kandidatur ein.

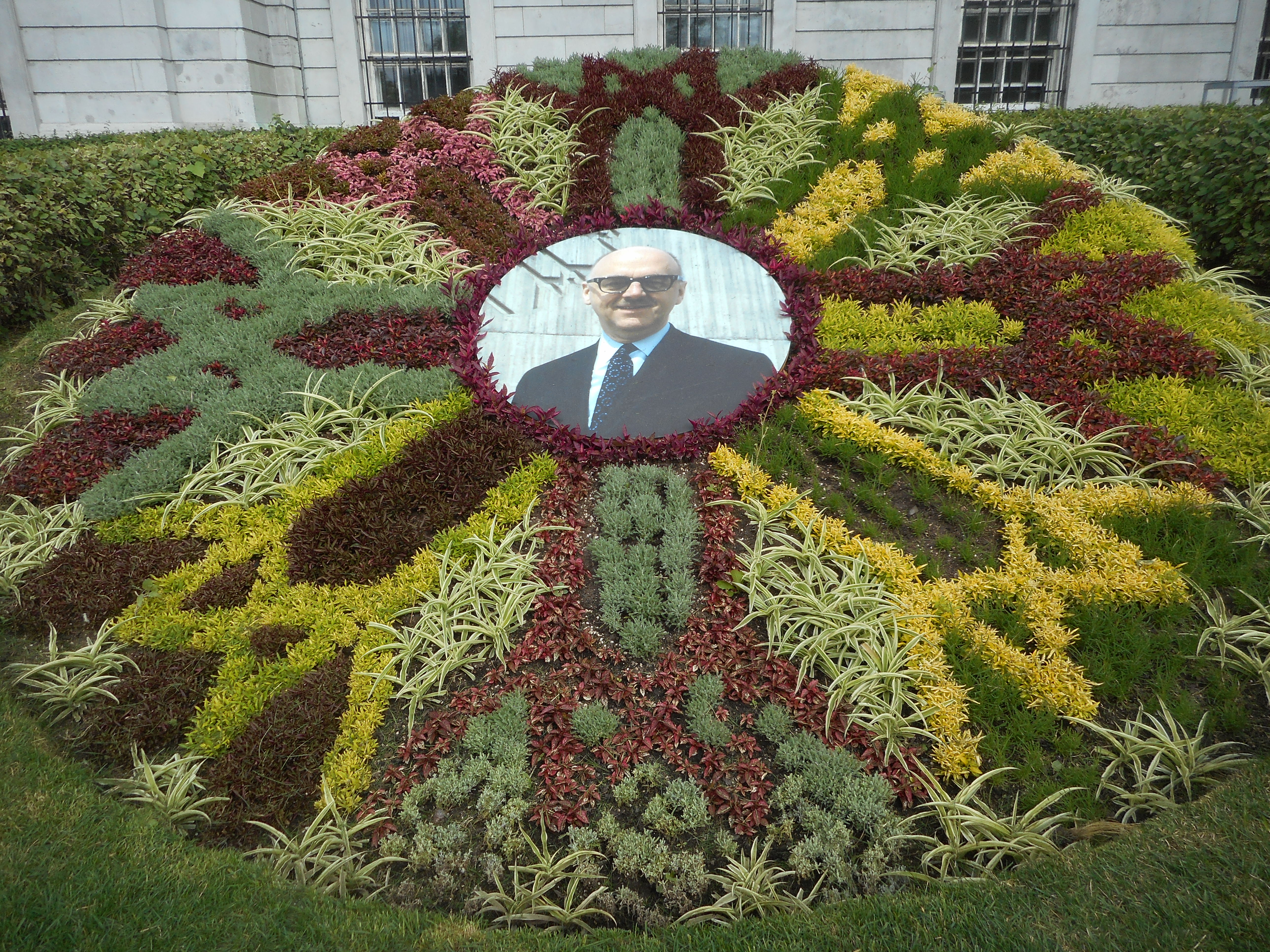
Bepflanzung am Rathaus von Montreal in Form des Logos der Expo 67 und einem Porträt von Jean Drapeau, der sich stark für Montreal als Austragungsort eingesetzt hatte

Im Rahmen der BIE-Konferenz am 5. Mai 1960 in Paris wurde Moskau nach fünf Wahldurchgängen als Austragungsort auserkoren. Moskau setzte sich dabei gegen die Kandidaten Österreich und Kanada durch. Im April 1962 verwarf die Sowjetunion ihre Pläne für eine Weltausstellung in Moskau und zog ihre Kandidatur zurück. Als Gründe dafür wurden sowohl finanzielle Zwänge als auch aufkommende ideologische Bedenken angegeben, dass eine derartige Veranstaltung westliche Vorstellung und Bräuche ins Land bringen könnte. Daraufhin versuchte Montreals Bürgermeister Jean Drapeau mit neuer Lobbyarbeit, die Messe nach Kanada zu holen. Am 13. November 1962 entschied sich das BIE schließlich doch für Kanada.

### Planungsphase
Nach der offiziellen Nominierung begann die Suche nach einem geeigneten Veranstaltungsort. Zunächst zog man den Park auf dem Mont Royal nördlich des Stadtzentrums in Betracht. Es war Drapeaus Idee, im Sankt-Lorenz-Strom mittels Landgewinnung die Île Sainte-Hélène zu vergrößern. Die Wahl verhinderte Grundstücksspekulationen und überwand den Widerstand der Nachbargemeinden Montreals. Am 22. März 1963 einigten sich schließlich die Montrealer Stadtregierung, die Regierung der Provinz Québec und das Weltausstellungskomitee offiziell auf den Bebauungsplan der Inseln. Der Mackay Pier als Teil des Hafens stand ebenfalls für die Ausstellung zur Verfügung.
Im Jahr 1963 traten eine Reihe von Mitgliedern des Organisationskomitees zurück. Einer der Gründe dafür war die Prognose eines Computerprogramms, welches berechnet hatte, dass die Planungen nicht rechtzeitig fertiggestellt werden würden. Ein weiterer Grund war auch der Regierungswechsel vom konservativen John Diefenbaker zum liberalen Lester Pearson, der zur Neubesetzung des Organisationsstabs führte. Der Diplomat Pierre Dupuy trat daraufhin das Amt des Generalkommissars an. Seine Hauptaufgabe bestand darin, möglichst viele Nationen zur Teilnahme an der Expo 67 zu bewegen. In den Jahren 1964/65 verbrachte er dafür die meiste Zeit im Ausland und bereiste für das Vorhaben 125 Länder. Bis Mitte 1965 sagten 52 Staaten ihr Kommen zur Weltausstellung zu. Dupuys Stellvertreter und Vizepräsident des Komitees war der Geschäftsmann und Ingenieur Robert Fletcher Shaw.
Im Mai 1963 traf sich eine Gruppe von prominenten kanadischen Denkern, darunter Alan Jarvis, der Direktor der National Gallery of Canada, die Schriftsteller Hugh MacLennan und Gabrielle Roy sowie der Geophysiker John Tuzo Wilson, für drei Tage in Montebello. Das Motto „Man and his World“ geht auf das autobiografische Werk von Antoine de Saint-Exupéry mit dem französischen Originaltitel Terre des Hommes (deutsch: Wind, Sand und Sterne) zurück. Roy begründete die Entscheidung für den Titel damit, dass Saint-Exupéry in seinem Buch Ausdrücke über Träume, Ängste und Hoffnungen gefunden habe, die sich auch auf die Gesellschaft in allen Bereichen des Lebens anwenden lassen. Diese Leitidee sollte auch die Expo 67 tragen.
Die Organisatoren beschlossen, die Expo 67 in 17 thematische Bereiche aufzuteilen:

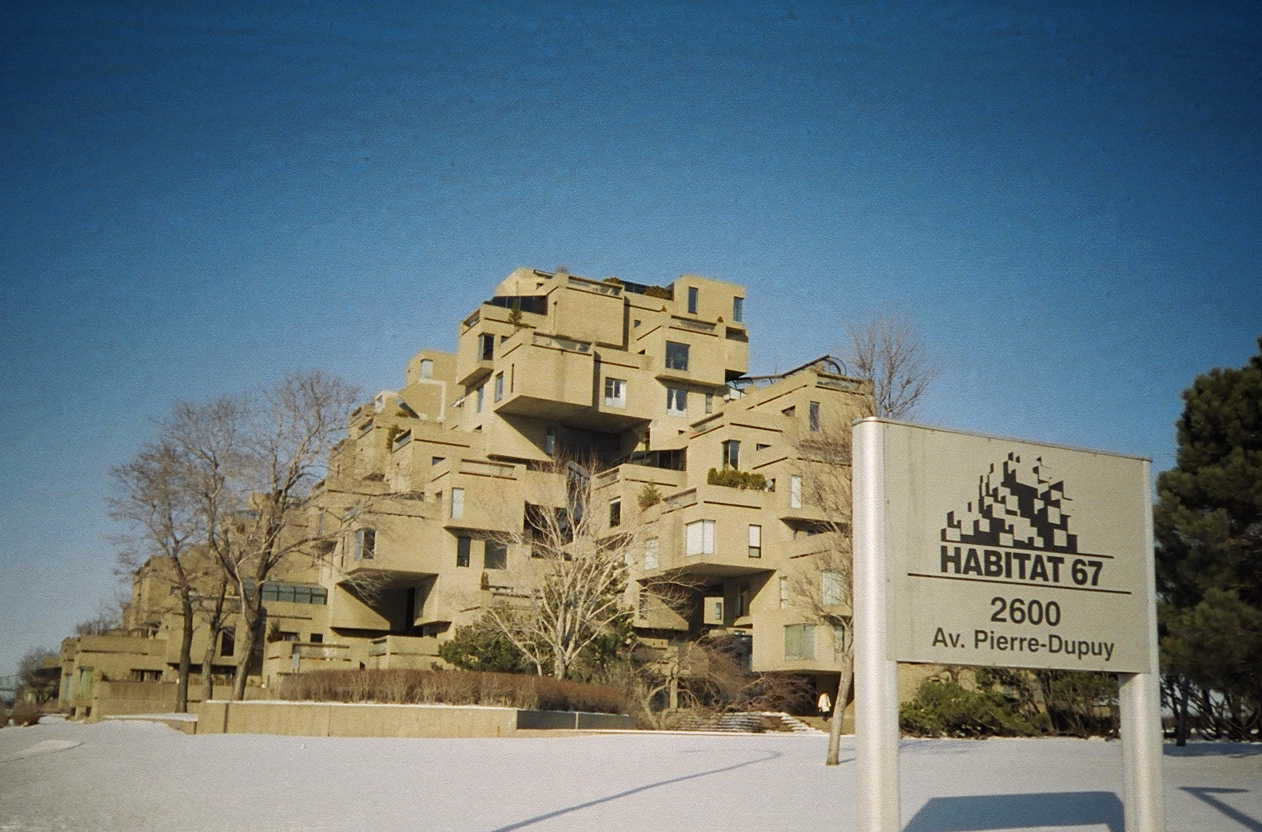
Habitat 67

- Du Pont Auditorium of Canada:  die philosophischen und wissenschaftlichen Inhalte der thematischen Ausstellungen wurden in einem 372 Sitze fassenden Auditorium präsentiert und herausgestellt
- Habitat 67
- Labyrinth
- der Mensch und seine Gesundheit
- der Mensch und die Gemeinschaft
- der Mensch als Entdecker: stellte die Menschheit, die Erde und den Weltraum, das Leben, die Ozeane und die Polarregion dar
- der Mensch als Erschaffer: zeigte Kunstausstellungen, zeitgenössische Bildhauerkunst, Industriedesign und Fotografie
- der Mensch als Produzent: ging auf die Ressourcen der Menschheit ein sowie die Kontrolle des Menschen über die Technik und den Fortschritt allgemein
- der Mensch als Anbieter

Am 10. Dezember 1964 stellte Bürgermeister Drapeau offiziell ein Turmbauprojekt für die Expo 67 vor. Dieses sah einen 325 Meter hohen Turm an der Ostseite der Île Sainte-Hélène vor und sollte als gemeinsames Projekt der Städte Paris und Montreal an den 325. Jahrestag der Gründung Montreals gedenken. Der leicht geneigte Turmbau war mit 20 Millionen Dollar veranschlagt. Aufgrund mangelnder finanzieller Mittel scheiterte dieses Vorhaben und wurde bereits im Folgejahr aufgegeben. Der Turm des Olympiastadions von Montreal ähnelt stark dem damaligen Entwurf.

### Logo und Titelsongs

Logo der Expo 67

Das Logo der Expo 67 schuf Julien Hébert. Seine Grundfigur bestand aus zwei stilisierten Menschen mit ausgestreckten Armen. Acht dieser kreisförmig angeordneten Figuren bildeten das Logo der Weltausstellung und symbolisierten Freundschaft. Der im Schrifttyp Optima in Kleinschreibung gehaltene offizielle Schriftzug expo 67 war auf allen Dokumenten und Souvenirs wie auch auf Postern, Eintrittskarten und ähnlichem aufgedruckt.
Das offizielle Lied mit dem Titel „Hey Friend, Say Friend“ bzw. „Un Jour, Un Jour“ komponierte der Frankokanadier Stéphane Venne. Das Lied wurde aus einem international angelegten Wettbewerb von über 2200 Beiträgen aus 35 Ländern ausgewählt. Beschwerden über die Tauglichkeit des Liedes gab es zwar nicht, jedoch setzte sich in der Bevölkerung der Song „Ca-na-da“ des Trompeters Bobby Gimby durch. Das auch als „The Centennial Song“ (franz.: „Une chanson du centenaire“) bekannte Lied wird von den meisten Kanadiern am stärksten mit der Expo 67 assoziiert und verkaufte sich über 500.000 Mal. Auch die Pavillons von Kanada („Something to Sing About“) und der Provinz Ontario („A Place to Stand, A Place to Grow“) hatten ihr eigenes Titellied.

### Bau
Die Bauarbeiten zur Weltausstellung in Montreal begannen am 13. August 1963 mit dem offiziellen Spatenstich durch Premierminister Lester Pearson. Chefarchitekt des Bauvorhabens war Édouard Fiset. In einer ersten Phase wurde die Île Sainte-Hélène mit 25 Millionen Tonnen Erde erweitert, um damit die Ausgrabungsarbeiten für eine eigene U-Bahn-Linie der Metro Montreal zu ermöglichen. Neben der Erweiterung der bestehenden Insel galt der Hauptteil der Arbeiten in der Erstellung der künstlichen Insel Île Notre-Dame. Durch diese Maßnahme konnten 120 Hektar Neuland gewonnen werden. Vor den Bauarbeiten zur Expo war die Île Sainte-Hélène flächenmäßig nur halb so groß und die Île Notre-Dame ein Wattgebiet. Der dritte Teil des Geländes, der Mackay Pier am Hafen, befand sich zu Beginn der Bauarbeiten noch nicht im Eigentum der Weltausstellungsgesellschaft. Am 20. Juni 1964 übertrug die Stadt Montreal dieses Landstück an die Gesellschaft, so dass die notwendigen Umbau- und Erweiterungsmaßnahmen durchgeführt werden konnten. Die Halbinsel wurde in Cité du Havre umbenannt. Hier errichtete man neben einem Expo-Theater, einem Stadion und Verwaltungsgebäuden auch die Wohnanlage Habitat 67. Die Wohneinheiten bestanden aus vorgefertigten Betonboxen in Form eines Quaders mit den Maßen 5 × 11 × 3 Meter. Ursprünglich sollten 1350 dieser Teile für rund 1000 Wohneinheiten entstehen. Aus Kostengründen entschied man sich dazu, nur 354 Raumelemente mit 158 Wohneinheiten zu bauen.
Mit der Übergabe der Halbinsel blieben 1042 Tage bis zur Eröffnung der Weltausstellung. Zusammen mit der Erweiterung der Insel wurde in den Jahren 1964 bis 1965 die 690 Meter lange Balkenbrücke Pont de la Concorde über den Sankt-Lorenz-Strom gefertigt. Der als 5,7 Kilometer langes Teilstück der Montrealer U-Bahn für 18 Millionen Dollar ergänzte Expo Express und ein Bootssteg verursachen mehr Kosten als der Bau des Sankt-Lorenz-Seewegs. Damit überstieg das Budget der Expo 67 massiv die ursprünglichen Planungen. Während Andrew Kniewasser, der Ausstellungsdirektor der Expo, im Herbst 1963 das Vorhaben auf 167 Millionen Dollar bezifferte, blähte es sich bis 1967 auf 431,9 Millionen Dollar auf. Sowohl der Plan als auch die Finanzierung der Ausstellungen konnten am 23. Dezember 1963 in Pearsons Bundeskabinett nur knapp verabschiedet werden. An der Finanzierung des Projektes waren zu 50 % der Bund, zu 37,5 % die Provinz Québec und zu 12,5 % die Stadt Montreal beteiligt.
Trotz aller Schwierigkeiten war mit Ausnahme des Wohnkomplexes Habitat zum Eröffnungstag am 28. April 1967 alles rechtzeitig fertiggestellt. Für die Expo 67 wurden insgesamt 847 Pavillons und Gebäude gebaut sowie 27 Brücken errichtet. Hinzu kamen 83 Kilometer Straßen und Wege, 37 Kilometer Wasserstraßen, 161 Kilometer Gas-, Wasser und Elektrizitätsleitungen, 88.495 Kilometer Telefonleitungen, 24.484 Parkplätze, 14.950 Bäume, 4330 Abfalleimer und 6150 Laternen.

### Eröffnung, Durchführung und Schluss
Die Eröffnungszeremonie fand am Donnerstagnachmittag, den 27. April 1967, statt. Die Feier, welche nur geladenen Gästen vorbehalten war, wurde auf dem Place des Nations abgehalten. Roland Michener, der als Generalgouverneur von Kanada die Schirmherrschaft der Veranstaltung übernahm, eröffnete die Feier, nachdem Premierminister Pearson die Expo-Flamme entzündet hatte. An den Feierlichkeiten nahmen über 7000 Gäste teil, darunter über 1000 Medienvertreter und 53 Staatsoberhäupter. Mittels NTSC wurde das Ereignis in Farbe und über Satellit live übertragen. Über 700 Millionen Menschen verfolgten weltweit als Hörer oder Zuschauer das Fest. Die Flugstaffel Golden Centennaires schloss die offizielle Eröffnungsfeier im Zuge der Hundertjahrfeier Kanadas mit einem Überflug über das Expo-Gelände und dem Hafen ab. Sie zeigte im Verlauf der Messe insgesamt 103 Shows. Die Staffel umfasste Avro 504, Canadair CF-104 und CF-101 Voodoo.
Für die Öffentlichkeit wurde die Expo offiziell am Freitagmorgen, den 28. April 1967 um 09:30 Uhr, eröffnet. Dazu wurden bereits um 08:30 Uhr die Wartenden bis zum Place d’Accueil vorgelassen. Im Gegensatz zu den erwarteten 200.000 Menschen verzeichnete die Expo am Eröffnungstag etwa 310.000 bis 350.000 Besucher. Al Carter, ein 41-jähriger Jazzmusiker aus Chicago, kaufte das Ticket mit der Nummer 00001. Da er damit symbolisch als erster Besucher der Messe galt, erhielt er eine goldene Uhr als Geschenk. Bereits in den ersten drei Tagen verzeichnete die Messe über eine Million Besucher. Den besucherstärksten Tag hatte die Expo am 30. April mit 569.500 Menschen.

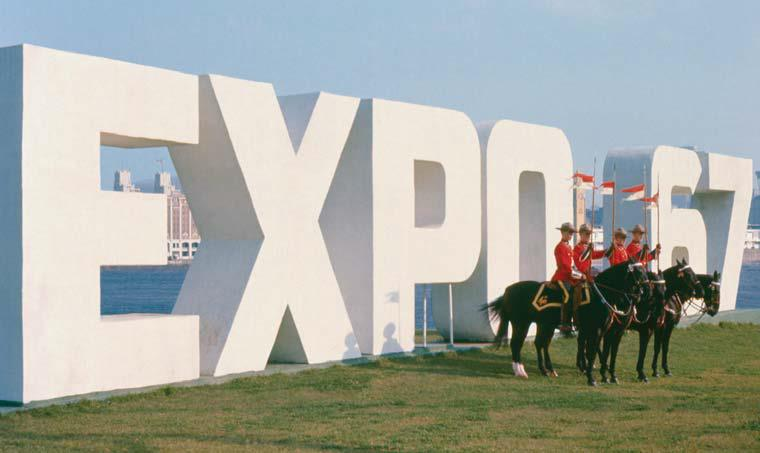
Angehörige der Gendarmerie royale du Canada au Québec vor dem Expo-Schriftzug

Die Eintrittspreise lagen für ein Tageskarte bei einem Erwachsenen bei 2,50 Dollar, für Kinder bei 1,25 Dollar; eine Wochenkarte kostete 12 Dollar (ermäßigt 10 Dollar), für Kinder 6 Dollar. Eine Saisonkarte für die gesamte Dauer der Ausstellung lag bei 35 Dollar (ermäßigt 30 Dollar), für Kinder 17 Dollar. Die Saisonkarte wurde in der Art eines Reisepasses als kleines Büchlein ausgegeben, der das Sammeln von individuell gestalteten Stempeln der einzelnen nationalen Pavillons ermöglichte.
Am Eröffnungstag sorgten die Uniformen der britischen Messehostessen für erhebliche Kommentare. Bestandteil ihrer Uniformen war der erst in den 1960er Jahren durch die Modedesignerin Mary Quant geschaffene Minirock. Bis zur Mitte des Sommers zogen fast alle anderen Pavillons nach und passten die Mode ihrer Hostessen diesem Trend an.
Ein herausragendes Merkmal der Ausstellung war das umfangreiche kulturelle Programm. Es gab ebenso Galerien wie auch Opern-, Ballett-, Theater- und Orchesteraufführungen und viele andere kulturelle Ereignisse. Das musikalische Spektrum reichte von Jazz-Gruppen bis Pop-Musikern. Neben den nationalen Pavillons konzentrierten sich die Shows und Konzerte vor allem auf den Place des Arts, das Expo-Theater, den Place des Nations, den Bereich von La Ronde und den Automotive-Stadion. Während das Expo-Gelände um 22 Uhr schloss, gab es im La Ronde Veranstaltungen, die bis 2:30 Uhr morgens andauerten. Darüber hinaus sendete die Ed Sullivan Show am 7. und 21. Mai live von der Expo 67. Ed Sullivan begrüßte dort u. a. das Gesangstrio The Supremes, die Schauspielerin und Schlagersängerin Petula Clark sowie die australische Gruppe The Seekers als seine Gäste in der Show.
Zu den bekanntesten Besuchern der Expo zählen: Königin Elisabeth II., Lyndon B. Johnson, Grace Kelly, Jacqueline Kennedy, Robert F. Kennedy, Haile Selassie, Charles de Gaulle, Bing Crosby, Harry Belafonte, Maurice Chevalier, Maharishi Mahesh Yogi und Marlene Dietrich. Musiker wie Thelonious Monk, Grateful Dead, Tiny Tim und Jefferson Airplane unterhielten die Besucher.
Die Expo schloss ihre Tore am Sonntagabend, den 29. Oktober 1967. An diesem Schlusstag besuchten 221.554 Menschen die Ausstellung. Um 14 Uhr begann Generalkommissar Pierre Dupuy mit der Ehrung der teilnehmenden Nationen und Organisationen. Teil der Schlusszeremonie war das Einholen der Flaggen. Sie wurden in umgekehrter Reihenfolge eingeholt, wie sie am Eröffnungstag gehisst worden waren: Kanadas Flagge zuerst, Nigerias Flagge zuletzt. Nachdem Premierminister Pearson die Expo-Flamme gelöscht hatte, schloss Generalgouverneur Michener die Veranstaltung auf dem Place des Nations mit den Worten:

“It is with great regret that I declare that the Universal and International Exhibition of 1967 has come to an official end.”

„Mit großem Bedauern erkläre ich, dass die universelle und internationale Ausstellung von 1967 zu ihrem offiziellen Ende gekommen ist.“

Alle Fahrgeschäfte und der Minirail wurden um 15:30 Uhr abgestellt. Das Expo-Gelände schloss um 16:00 Uhr seine Tore und der Montreal Expo Express verließ um diese Zeit das Gelände in Richtung Place d’Accueil. Mit einem einstündigen Feuerwerk ging die Weltausstellung zu Ende. In den sechs Monaten verzeichnete die Expo insgesamt 50.306.648 Besucher. Setzt man die Besucherzahl ins Verhältnis zur Bevölkerung des Gastgeberlandes, das im Austragungsjahr 20.378.000 Einwohner betrug, ergibt sich ein bisher unerreichter Pro-Kopf-Rekord.

### Begleiterscheinungen und Probleme
Wenige Tage vor der Eröffnung der Weltausstellung besuchte der französische Staatspräsident Charles de Gaulle Montreal. Die Reise, die vordergründig mit der Expo zusammenhing, nutze er zur Unterstützung der Unabhängigkeitsbewegung Québecs von Kanada (→ Stille Revolution und Unabhängigkeitsbewegung in Québec). In einer umstrittenen Rede vom Balkon des Montrealer Rathauses am 24. Juli wandte er sich an die Bevölkerung, hielt eine Plädoyer für die „Freiheit“ der Provinz Québec und schloss seine Rede mit den berühmt gewordenen Worten: „Vive Montréal! Vive le Québec! Vive le Québec libre! Vive, vive… Vive le Canada français! Et vive la France!“.
Die Weltausstellung in Montreal fiel in eine Zeit internationaler, teilweise auch bewaffneter, Konflikte, die entsprechende Demonstrationen nach sich zogen. In Kanada und im Speziellen in der Provinz Québec gab es in den 1960er Jahren ebenfalls politische Brandherde und Zerwürfnisse wie die Stille Revolution oder die wachsende Unabhängigkeitsbewegung. Vor diesem Hintergrund drohten Terroristen der Front de libération du Québec damit, die Weltausstellung zu stören. Es kam jedoch zu keinen Zwischenfällen. Am Eröffnungstag belagerten Gegner des Vietnamkriegs die Expo. Ihre Demonstrationen konzentrierten sich gegen den Besuch des US-Präsidenten Lyndon B. Johnson. Befürchtungen, dass der kubanische Pavillon durch Anti-Castro-Kräfte bedroht werden könnte, bewahrheiteten sich nicht.
Im September drohte ein 30 Tage dauernder Streik die Expo in massive Schwierigkeiten zu bringen. Bis Ende Juli gingen Schätzungen noch davon aus, dass die Besucherzahl die 60-Millionen-Marke überschreiten würde. Der Streik zog die Umsatz- und Besucherzahlen deutlich nach unten. Ein weiteres Problem waren die Unterkünfte für die Gäste. Die für diesen Zweck eigens gegründete Gesellschaft Logexpo leitete die Gäste in Unterkünfte im Gebiet von Montreal. Dazu bediente man sich nicht nur konventionellen Hotels und Motels, sondern auch privater Unterbringer. Einige der Gäste erhielten inakzeptable Unterkünfte zu überteuerten Konditionen. Nachdem sich das Management der Logexpo weigerte, das Problem anzugehen, übernahm die Provinz Québec die Verantwortung.
Bereits in der Planungsphase stellte sich heraus, dass die Expo keinen Gewinn abwerfen würde. Durch die sehr guten Besucherzahlen und damit höheren Einnahmen wurden sogar weniger Schulden gemacht als ursprünglich erwartet. Bund, Provinz und Stadt trugen das Defizit zu unterschiedlichen Teilen. Einnahmen in Höhe von 221.239.872 Dollar standen Ausgaben in Höhe von 431.904.683 Dollar gegenüber, was einem Schuldenstand von 210.664.811 entsprach.

## Beschreibung

### Gelände

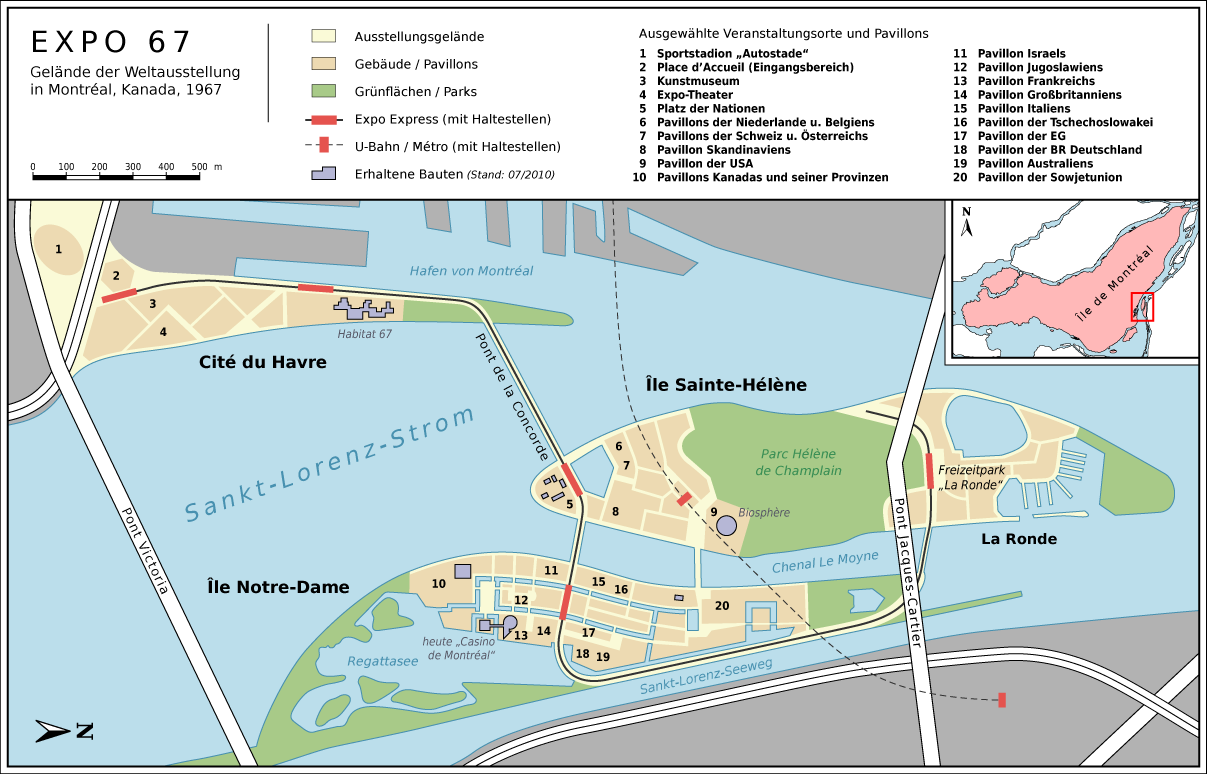
Lageplan der Expo 67

Die Expo 67 fand auf der Halbinsel Cité du Havre, früher als Mackay Pier bezeichnet, und den im Sankt-Lorenz-Strom gelegenen Inseln Sainte-Hélène und Notre-Dame statt. Das 365 Hektar große Gelände befindet sich in der Nähe des Montrealer Hafens und der Altstadt, womit es zentral gelegen ist. Beide Inseln sind sowohl untereinander als auch mit beiden Uferteilen Montreals über Brücken verbunden. Vom Parc de la Cité du Havre führt die Pont de la Concorde (engl.: Concordia Bridge) zur Südspitze der Île Sainte-Hélène, die am 21. Oktober 1965 eingeweiht wurde. Die 690 Meter lange Balkenbrücke ermöglichte der Expo 67 den schnellsten Zugang zum Haupteingang am Place d’accueil. Am östlichen Ufer der Insel ändert die Brücke ihre Richtung um rund 30 Grad in südöstliche Richtung und verbindet als Pont des Îles damit auch die zweite Insel Notre-Dame.
Von der Avenue De Lorimer zweigt eine weitere Hauptstraße ab, die als Pont Jacques-Cartier den Sankt-Lorenz-Strom, der an dieser Stelle 1700 Meter breit ist, überführt und die Innenstadt Montreals ebenfalls mit der der Île Sainte-Hélène verbindet. Die 2,7 Kilometer lange Stahlfachwerkbrücke, die auch über Île Notre-Dame verläuft, verbindet damit als einzige Bauwerk über das Expogelände beide Uferseiten des Sankt-Lorenz-Stroms miteinander. Sie besteht bereits seit Anfang der 1930er Jahre und ist Teil des innerstädtischen Highway 134.

### FreizeitparkLa Ronde

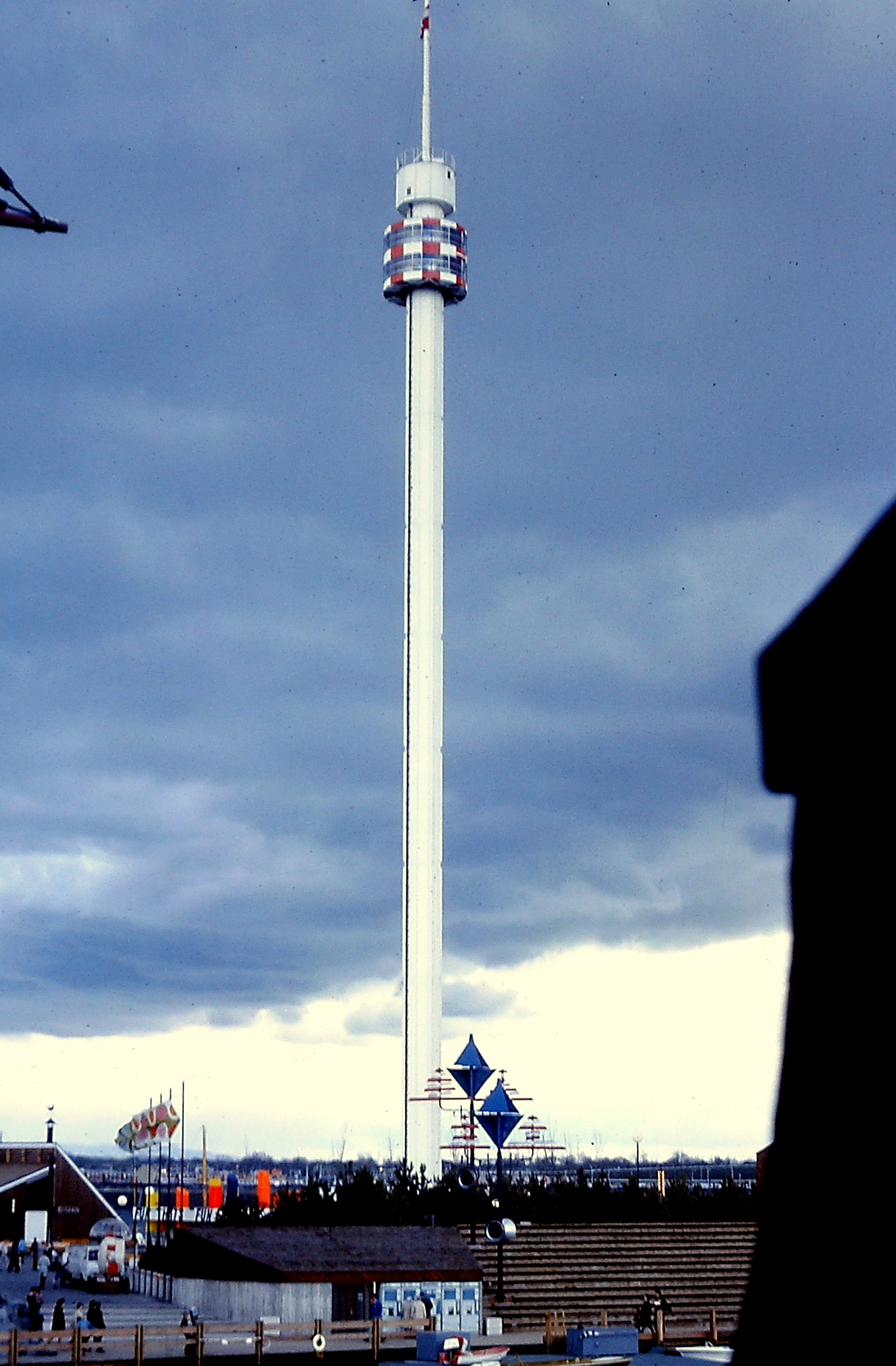
La Spirale

Der Freizeitpark La Ronde im nördlichen Teil der Île Sainte-Hélène war ein eigener Unterhaltungsbereich mit Fahrgeschäften auf rund 54 Hektar. Er war täglich von 9:30 Uhr bis 2:30 Uhr geöffnet und lockte insgesamt 22,5 Millionen Besucher an. Die Erbauer des Freizeitanlage holten sich weltweit Anregungen von anderen Vergnügungsparks und erhielten sogar persönliche Beratung von Walt Disney. Der Freizeitpark bot viele klassische Fahrgeschäfte wie Karusselle und Autoscooter an. Dem Besucher war es möglich, mit Hilfe einer der Seilbahnlinien das Gelände von oben zu besichtigen. Daneben gab es einen knapp 100 Meter hohen Aussichtsturm La Spirale; er war das höchste Bauwerk der Weltausstellung in Montreal. Der bis heute erhaltene schlanke Turm besitzt in einer Höhe von 73 Metern eine Aussichtsplattform, zu der man mittels eines an der Außenseite des Turmschafts entlangfahrenden Aufzuges gelangt. Am Fuße des Turms befand sich die Revuetheater Garden of Stars mit 1500 Sitzplätzen.
Zentrum der Anlage bildete Le Village, das im typischen alten Stil ein historisches, frankokanadisches Dorf nachbildete. Ein im Dorf befindlicher Platz wurde für verschiedene Tanzaufführungen verwendet und bot Cafés und Diskotheken. Handwerker aus ganz Québec präsentierten ihr Kunsthandwerk und boten es in den Boutiquen im Dorf zum Verkauf an. Der Delphinsee, ein künstlich angelegter See mit den Maßen 300 × 200 × 12 Meter war Schauplatz für Freiluftattraktionen wie Wasserski oder Präzisionsfahrten mit Booten. Am Ufer des Sees befand sich das Aquarium Alcan Pavilion. Es beherbergte 23 Fischbehälter, ein Wasserzirkus und ein Amphitheater, in dem Delfinshows dargeboten wurden.
Das Youth Pavilion war ein von 33 kanadischen Jugendorganisationen gestalteter Pavillon, der verschiedene Darbietungen zur Kunst und Kultur von Jugendlichen präsentierte. Der Pavillon befand sich in der Nähe zur Expo-Express-Haltestelle.
La Ronde verfügte über eine eigene Marina, die Platz für bis zu 250 Yachten hatte. Um das halbmondförmige Becken gab es eine zweistufige Promenade, an der sich Geschäfte, Restaurants und Boots-Dienstleister wie Wartungs- und Reparaturwerkstätten gruppierten. Um möglichst vielen Bootsbesitzern den Besuch der Expo über den Wasserweg zu ermöglichen, war die Liegezeit auf acht Tage begrenzt.

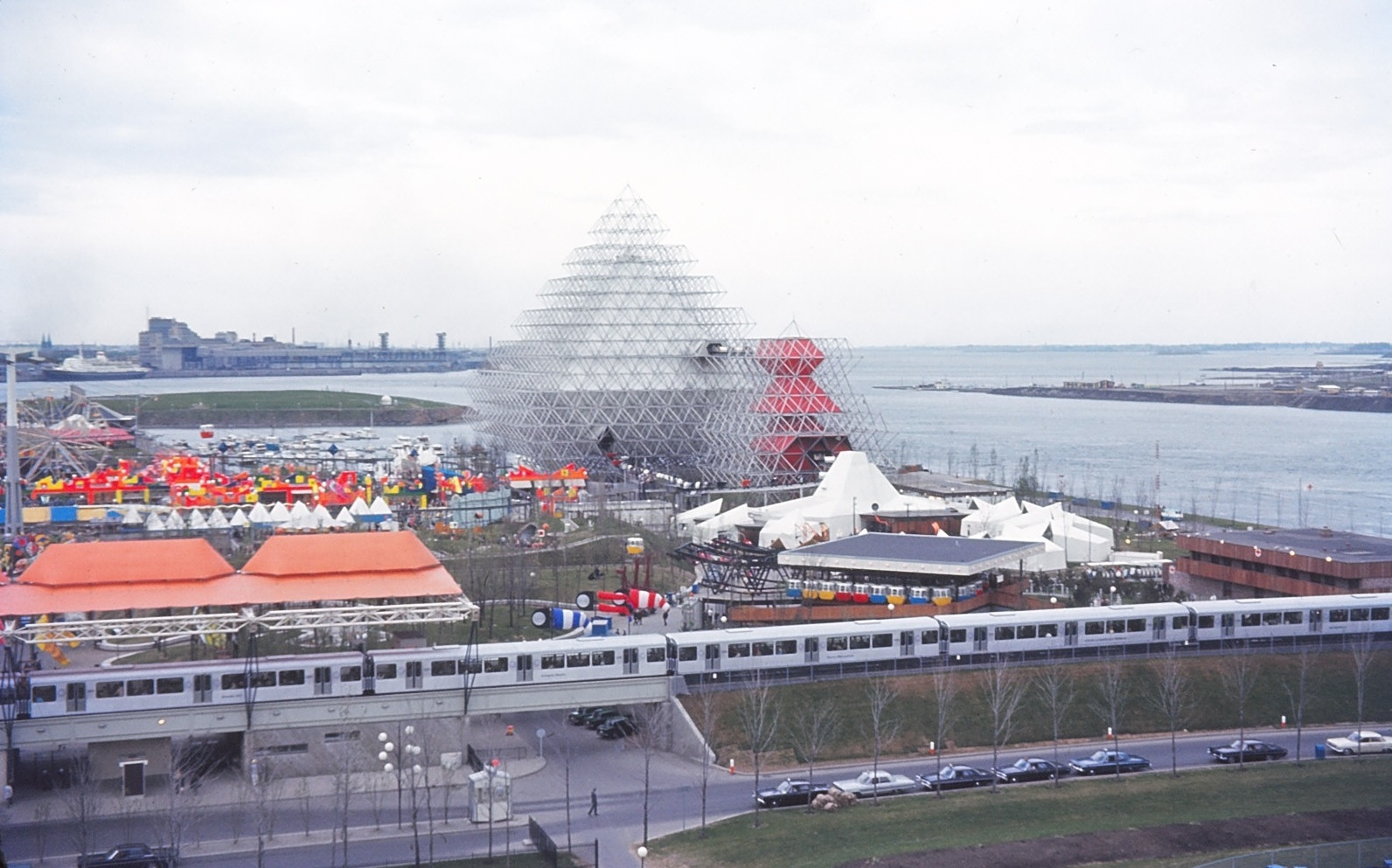
In der Bildmitte im Hintergrund das Gyrotron, im Vordergrund der Expo Express

Der sogenannte Gyrotron war ein monumentales, pyramidenförmiges Bauwerk und dominierte baulich das Gelände von La Ronde. Die vom englischen Designer Sean Kenny in Zusammenarbeit mit George Djurkovic und Boyd Auger gestaltete Pyramide beherbergte mehrere Fahrgeschäfte. Das spektakulärste und größte davon hieß ebenfalls Gyrotron und beförderte den Besucher auf mehreren Stockwerken durch eine künstlich geschaffene Kulisse. Bis zu vier Personen wurden dabei pro Waggon mit zügigem Tempo durch eine Welt von Monstern und Vulkanausbrüchen gefahren.
Das Carrefour International beherbergte Restaurant- und Barbereich mit kleinen Geschäften, nationale Restaurants der Länder Schweiz, Tschechoslowakei, Niederlande und Deutschland.

### Filme
Als eine der Attraktionen der Expo 67 galten sogenannte Multi-Leinwand-Filme. In dieser speziellen Technik wurde das Filmgeschehen auf mehrere Leinwände verteilt gezeigt. Fast alle Pavillons zeigten Kurzfilme oder vertonte Bildschauen.
Der kanadische Pavillon zeigte den 22-minütigen Film Canada 67, der von einer kanadischen Telefongesellschaft in Auftrag gegeben worden war. Der Film wurde in einem speziellen 360-Grad-Kino auf neun Leinwänden bis zu 1500 Zuschauern gezeigt. Zwölf synchronisierte Tonkanäle umhüllten das Publikum klangtechnisch. Der Film wurde mit einer etwa 200 Kilogramm schweren Spezialkamera in den Walt Disney Studios aufgenommen. Die Zuschauer konnten nur knapp die Hälfte des gezeigten Films sehen, waren aber gleichsam durch diesen atmosphärisch „umgeben“. Der Film war eine Kamerareise vom Osten bis zum Westen Kanadas und zeigte die Fortbewegung zu Land, zu Wasser und in der Luft. In einer Szene flog man beispielsweise über die Niagarafälle hinweg. Am Ende des patriotisch angehauchten Filmes wurden Szenen der Calgary Stampede mit der Nationalhymne O Canada untermalt.
Ein weiterer sehr beachteter Filme war In the Labyrinth (franz. Dans le labyrinthe) des kanadischen Filmemachers Roman Kroitor, dem Mitentwickler des Kinosystems IMAX. Der 21 Minuten dauernde Film im Verfahren des Split Screen wurde in einem eigens dafür erbauten mehrstöckigen Kino aufgeführt. Der Inhalt war die moderne Adaption des mythologischen Helden, der den menschenfressenden Minotauros in der Mitte eines Labyrinths finden und töten will. Das Filmtheater bestand aus fünf Stockwerken mit Balkonen, in welches sich die Zuschauer begaben und von dort auf eine 15 Meter hohe, über alle Stockwerke angebrachte Leinwand schauen konnten. Gleichzeitig konnte man sich über die Balkonbrüstung beugen und den auf dem Boden des Theaters projizierten Teil des Filmes anschauen. Die Handlungen auf beiden Leinwänden ergänzten sich. Beispielsweise begann der Film mit einem im Krankenhaus geborenen Säugling, der auf der horizontalen Leinwand gezeigt wurde. Der an der Geburt beteiligte Arzt wurde auf der vertikalen Leinwand gezeigt. Der Film zeigt die Entwicklung dieses neugeborenen Menschen in verschiedenen Stadien, der verschiedene Höhen und Tiefen durchlebt. Der Film wurde 1979 in einer Ein-Leinwand-Variante neu aufgelegt.
Der im tschechoslowakischen Pavillon gezeigte Film Kinoautomat: One Man and His House von Radúz Činčera war der weltweit erste interaktive Film und ein so großer Erfolg, dass Produzenten aus der ganzen Welt den „Kinoautomaten“ kaufen wollten. Der auf Englisch synchronisierte, 63-minütige Film basiert auf schwarzem Humor, begann mit einer Vorausblende und handelt inhaltlich von dem Filmhelden Petr Novák (gespielt von Miroslav Horníček), der sich zusehends in unglückliche Situationen manövriert. Jeder der 127 Kinositzplätze war mit einem grünen und einem roten Knopf ausgestattet. Während der Filmhandlung hatten die Zuschauer die Möglichkeit, an bestimmten Sequenzen eine Wahl zum Handlungsablauf zu treffen.

### Bauten, Pavillons und Exponate

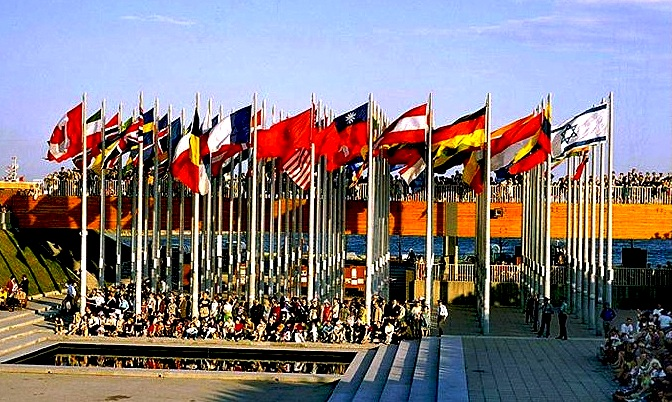
Platz der Nationen mit den Flaggen der Teilnehmerländer

An der Expo 67 wurden 107 Pavillons präsentiert, die von den teilnehmenden Ländern und Gesellschaften das Motto „Der Mensch und seine Welt“ verkörperten. Davon dienten 51 Pavillons der nationalen Präsentation, in 25 Pavillons stellten Firmen aus und 17 waren der Themenpräsentation vorbehalten. Sechs weitere Pavillons waren Kanada vorbehalten, fünf den Vereinigten Staaten und drei für internationale Organisationen und die Städte Wien und Paris. Der mit 13 Millionen Personen meistbesuchte Pavillon war derjenige der Sowjetunion. An zweiter Stelle wurde mit 11 Millionen Besuchern der Pavillon des Gastgeberlandes Kanada besucht, danach folgte mit 9 Millionen derjenige der USA, Frankreich mit 8,5 Millionen und Tschechoslowakei mit 8 Millionen.
Das bauliche Wahrzeichen der Weltausstellung war die 21 Meter hohe und 65 Tonnen schwere Skulptur Man von Alexander Calder auf der Île Sainte-Hélène.
Folgende Staaten nahmen mit einem Pavillon an der Expo 67 teil:
| Afrika         | Algerien, Kamerun, Tschad, Kongo, Elfenbeinküste, Äthiopien, Gabun, Ghana, Kenia, Madagaskar, Marokko, Mauritius, Niger, Ruanda, Senegal, Tansania, Togo, Tunesien, Uganda und Obervolta.                               |
| Asien          | Burma, Ceylon, China (Taiwan), Korea, Indien, Iran, Israel, Japan, Thailand und die Vereinigte Arabische Republik |
| Australien     | Australien |
| Karibikstaaten | Barbados, Grenada, Haiti, Kuba, Jamaika, Trinidad und Tobago, Guayana |
| Europa         | Belgien, Deutschland (West), Dänemark, Finnland, Frankreich, Großbritannien, Griechenland, Island, Italien, Monaco, Niederlande, Norwegen, Österreich, Schweden, Schweiz, Tschechoslowakei, Sowjetunion und Jugoslawien |
| Lateinamerika  | Venezuela |
| Nordamerika    | Kanada, Mexiko und die USA |

Die meisten der 62 teilnehmenden Nationen hatten ihre eigenen Pavillons. Einige Länder wie die skandinavischen und afrikanischen präsentierten sich jedoch in gemeinschaftlich genutzten Bauten. Daneben hatten die kanadischen Provinzen Ontario, Québec, die Atlantikprovinzen und die westlichen Provinzen ihre eigenen Pavillons, ebenso wie die Indianer in Kanada. Darüber hinaus hatten einige Wirtschaftsunternehmen und die kanadische Industrie der Papier- und Pulpeproduktion eigene Pavillons. Letzte präsentierte sich auf der Île Notre-Dame mit einem Pavillon, der einen stilisierten Wald darstellte. Die in unterschiedlichen Grüntönen bis zu acht Stockwerke hohen spitz zulaufenden quadratischen Pyramiden boten Raum für vier Ausstellungen.

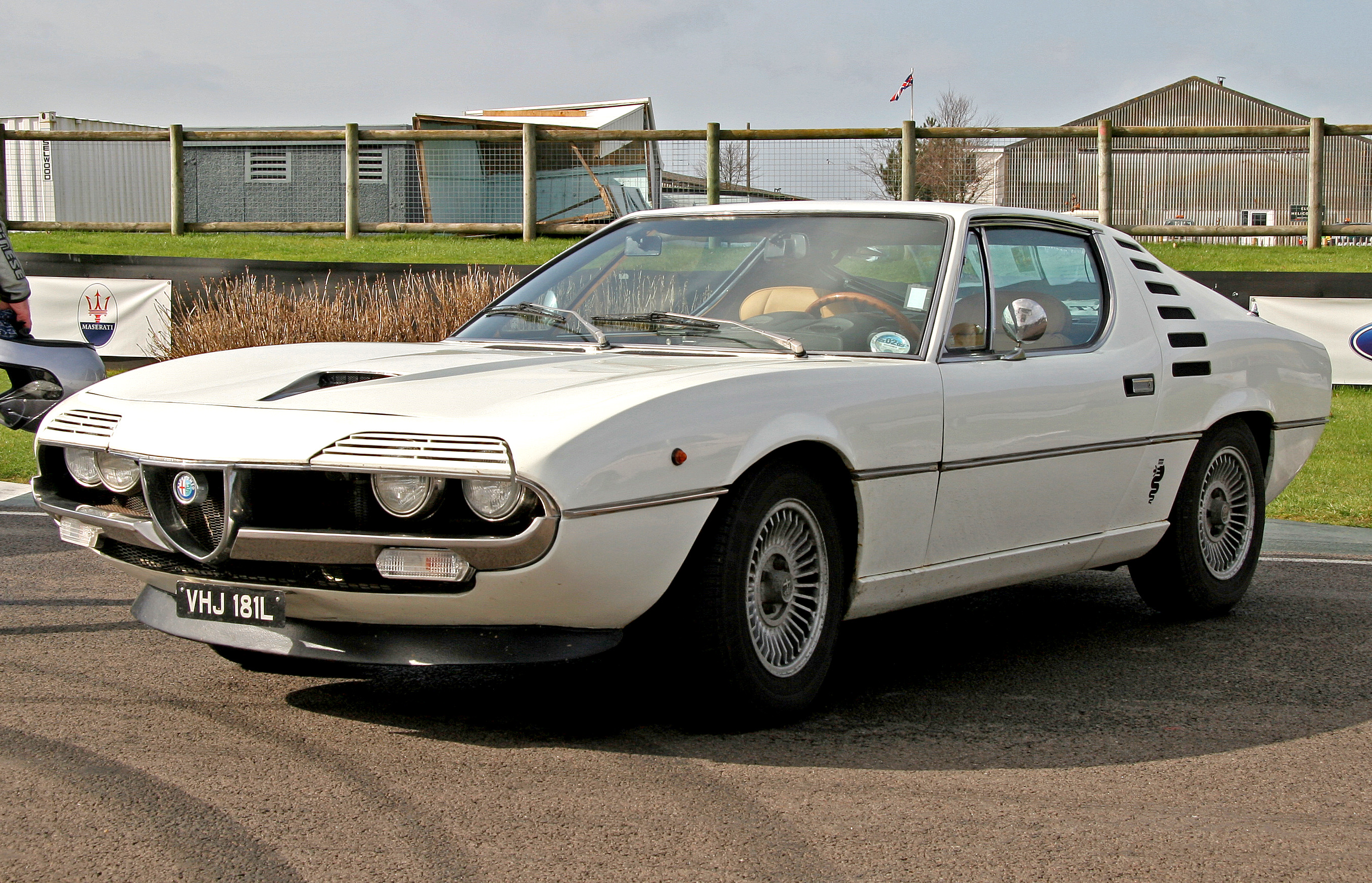
Produktpräsentation des Alfa Romeo Montreal

Architektonisch folgten die Pavillons der Expo 67 dem baulichen Trend zumeist stützenlose Innenräume mit Hilfe leichten Raumtragwerken zu überdachen. Für den Pavillon Mensch und die Gemeinschaft entwarfen beispielsweise die Architekten Erikson & Massey sechseckige, übereinander gestapelte Balkenkränzen, die sich nach oben parabelförmig verjüngten. Dadurch entstanden Zwischenräume, die mit Lattenrosten und Plastiksegmenten bedeckt wurden.
Die Weltausstellung wurde jedoch auch von Firmen als Podium für ihre Produktpräsentation verwendet. Beispielsweise stellte der italienische Autohersteller Alfa Romeo die Konzeptstudie von zwei weißen Sportcoupés aus. Das Fahrzeug ging im etwas veränderten Design in den 1970er Jahren als Alfa Romeo Montreal – benannt nach Ausstellungsort der Expo 67 – in Serie.

#### Man the producer

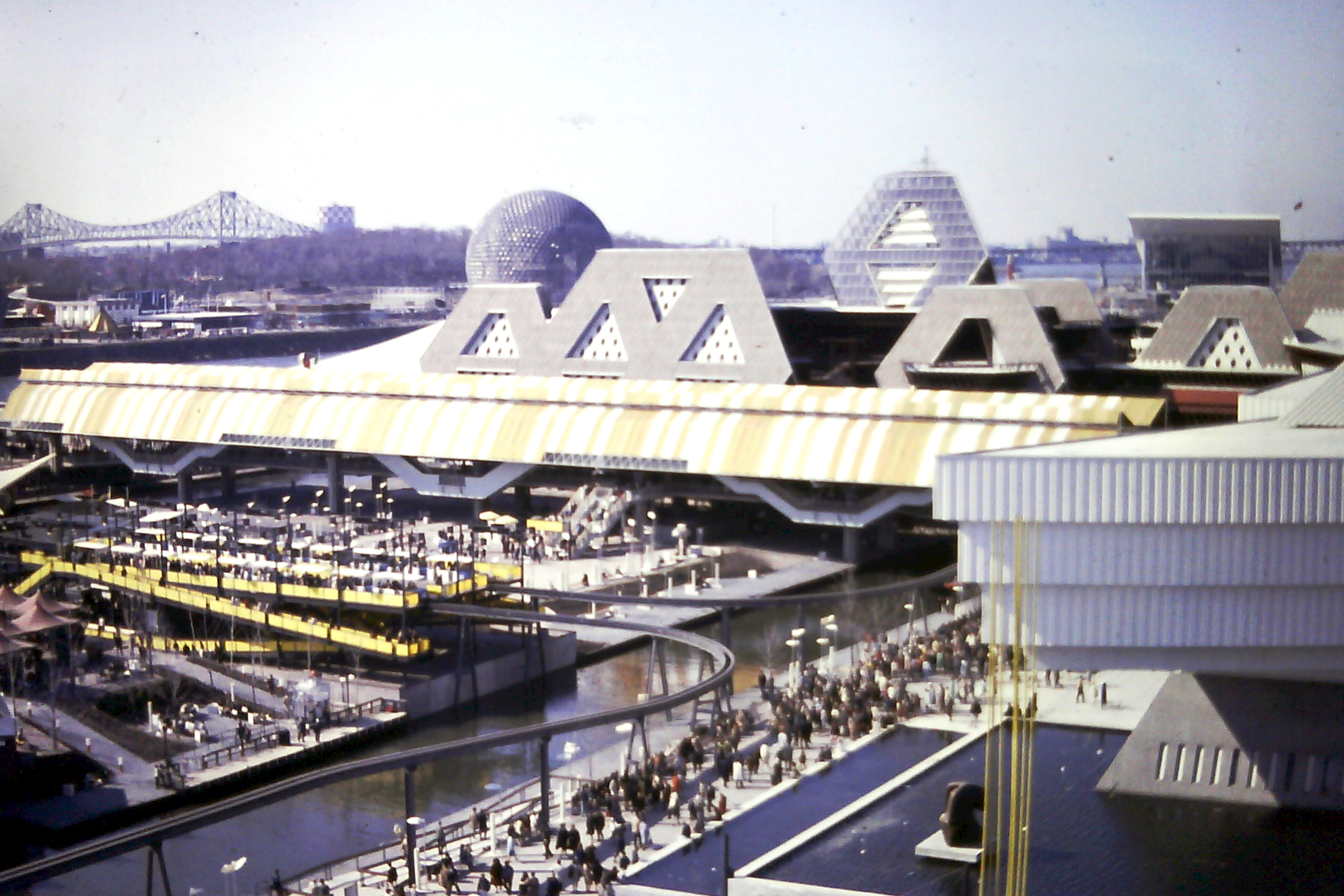
Der Themenpavillon Man the Producer

In der Mitte der Île Notre-Dame befand sich einer der größten Pavillons zum Themenschwerpunkt „Man the producer“ (deutsch: „Die Menschheit als Produzent“). Der Pavillon bestand aus mehreren unterschiedlich ausgeprägten, teilweise ineinander verschachtelten Pyramidenkörpern. Inhalt der sich darin befindlichen Ausstellung war das Verhältnis der Menschheit zur Natur und ihren Ressourcen. Eine audiovisuelle Präsentation im ersten Teil zeigte verschiedene Elemente in ihrer natürlichen Umgebung sowie die Gewinnung und Nutzung dieser Elemente und welchen Einfluss die Erzeugung von Energie auf unser Leben hat. Der zweite Teil konzentrierte sich auf den technologischen Fortschritt und zeigte u. a. die Automation und ihre Auswirkung für die Produktion und die Menschheit. Auch ältere technische Erfindungen wurden Revue passiert. Der dritte und letzte Teil der Ausstellung zeigte, wie die Menschheit die neue Technologie positiv nutzen konnte und stellte gleichzeitig die Frage, ob eine Kontrolle der Menschheit über den Nutzwert bestehen könne.

#### Sowjetischer Pavillon

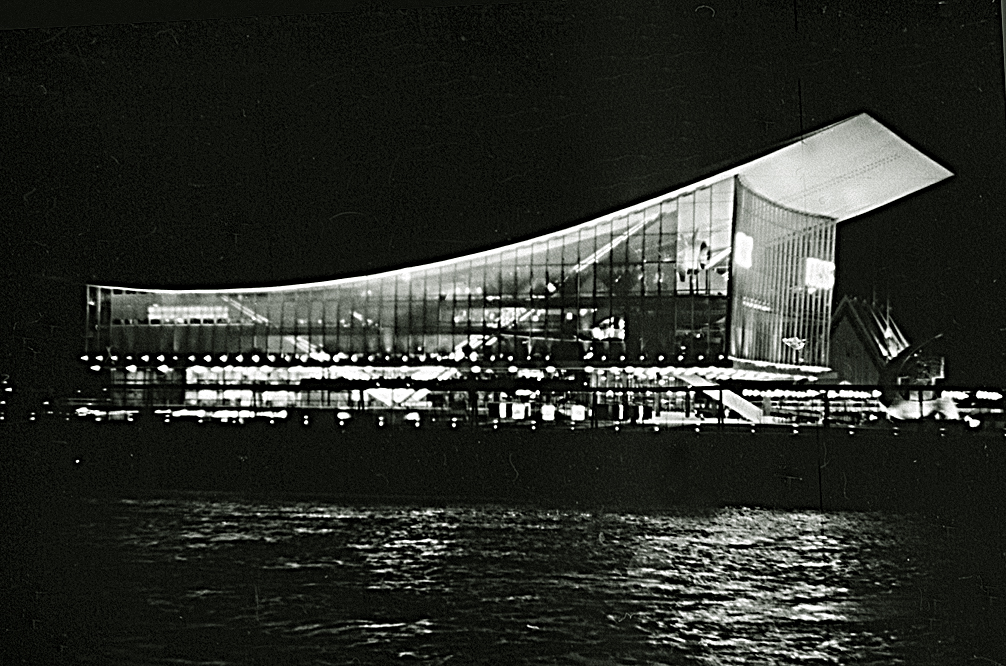
Sowjetischer Pavillon

Der Pavillon der Sowjetunion, ebenfalls auf der Île Notre-Dame gelegen, fiel durch sein hochgezogenes, konvexes Dach und die gläsernen Wände auf. Er stand dem Pavillon der USA am Ufer der Île Sainte-Hélène genau gegenüber und wurde von Michail W. Possochin entworfen, dem damaligen Chefarchitekten Moskaus von 1961 bis 1980. Der 60 Millionen DM teure Bau wurde bei einer italienischen Baufirma in Auftrag gegeben und nach Ende der Expo nach Moskau versetzt.
1967 war der 50. Jahrestag der Russischen Revolution 1917, an die am Eingang des Pavillons eine große Leninbüste erinnerte. Die Ausstellung im Inneren beschränkte sich auf die jüngere Geschichte des Landes, die Lebensweise, die Landwirtschaft und die wichtigsten Industriezweige. Die friedliche Nutzung der Atomenergie, die in den 1960er Jahren noch sehr viel unkritischer betrachtet worden war, nahm im Pavillon einen Ehrenplatz ein. Der Wettlauf ins All nahm ebenfalls eine wichtige Rolle in der Selbstdarstellung des Landes ein. Den Besuchern wurden Nachbildungen des Raumschiffs Wostok 1, mit dem Juri Gagarin den ersten Flug in den Weltraum absolvierte, und anderen Satelliten präsentiert. Ein Kino brachte den Besuchern die verschiedenen Landesteile filmisch näher. Auch wurden folkloristische Tänze und Lieder aufgeführt. Der sowjetische Pavillon war der bestbesuchte und beherbergte mit 1100 Sitzplätzen ebenfalls das größte Restaurant auf der Weltausstellung.

#### US-amerikanischer Pavillon

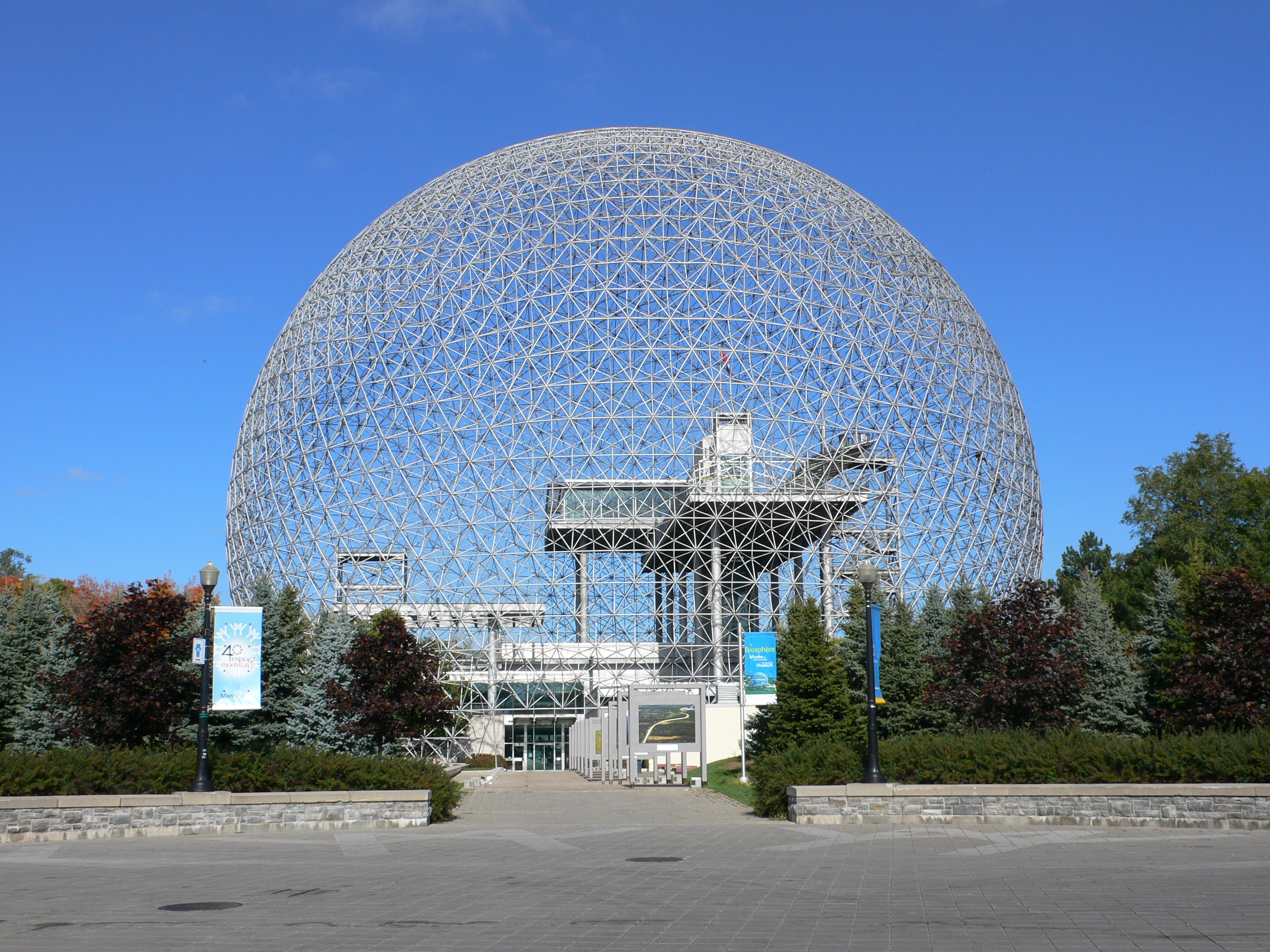
Die Biosphère war der Ausstellungsbau der USA.

Der Pavillon der Vereinigten Staaten war eine geodätische Kugel, deren Tragstruktur aus in Dreiecken angeordneten Stäben aus Stahl noch erhalten ist. Die Hülle aus transparentem Acryl verbrannte während eines bei Renovierungsarbeiten 1976 ausgebrochenen Feuers. Die heute Biosphère genannte Kugel war ein Entwurf des Architekten Richard Buckminster Fuller.
Die 600 Tonnen schwere Konstruktion aus Acryl misst 76,2 Meter im Durchmesser. Da sie auf einem Kleinkreis ruht, ist ihre Höhe mit 62,8 Meter etwas niedriger. Ihr Volumen beträgt 189'724 Kubikmeter. Die Kugeloberfläche besteht aus Dreiecken mit 2,4 Meter Kantenlänge. Das Bauwerk gilt wegen seiner Vorbildfunktion als Architekturikone. Seine Baukosten betrugen 9,3 Millionen Dollar. Während der Expo fuhr eine Einschienenbahn durch das Bauwerk. Es beherbergte mit 37 Metern die damals längste Rolltreppe der Welt. Die unmittelbar am Westufer der Île Sainte-Hélène gelegene Biosphère lag durch den Le-Moyne-Kanal getrennt genau gegenüber dem sowjetischen Pavillon. Die für damalige Verhältnisse sehr gewagte Architektur avancierte schnell zum Symbol der Expo 67. Der Pavillon zeigte viele Aspekte der Kunst und Unterhaltung, insbesondere Werke aus der Pop Art und Op-Art. Daneben zeigten die USA ihre Geschichte von der Besiedlung bis zu modernen Errungenschaften.

#### Deutscher Pavillon

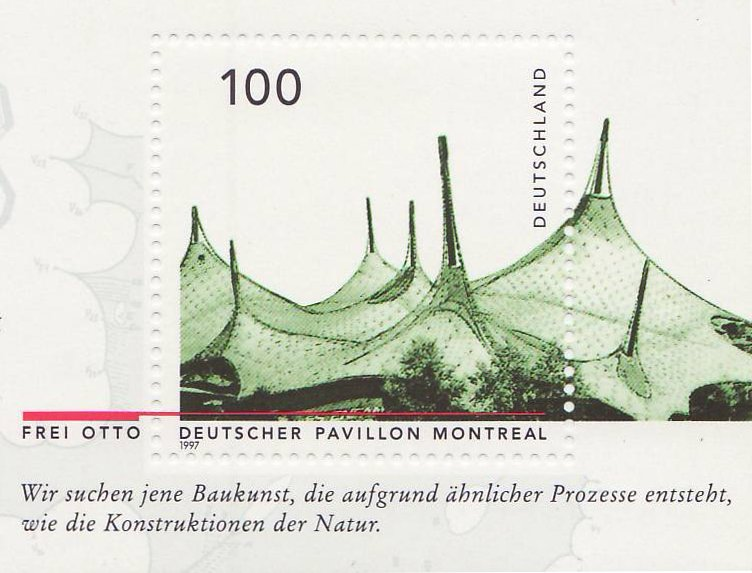
Briefmarke des deutschen Pavillons (1997)

Der deutsche Pavillon wurde von Frei Otto in Zusammenarbeit mit Rolf Gutbrod gestaltet und war gleichzeitig sein erstes Großprojekt. Die Außenanlagen plante Heinrich Raderschall. Die riesige Zeltkonstruktion ähnelt der ebenfalls von Otto entworfenen Überdachung des Olympiastadions München. Sie wurde von acht Masten als weißes Kunststoffnetz an 31 Ankerpunkten gehalten. Das Zelt war 130 Meter lang, 105 Meter breit und bedeckte eine Fläche von 8000 Quadratmetern. Die Masten ragten zwischen 14 und 38 Meter in die Höhe. Ein umlaufendes Seil begrenzte am Rand die Dachfläche an den 31 Ankerpunkten. Otto plante darüber hinaus eine Gartenterrasse, die jedoch nicht verwirklicht wurde. Der vielbeachtete Pavillon der Deutschen, dessen verantwortlicher Ingenieur Fritz Leonhardt war, erhielt den nach Auguste Perret benannten internationalen Architekturpreis Prix Perret. Der Pavillon wurde der Stadt Montreal von der Bundesregierung überlassen, jedoch einige Jahre später wieder abgebaut.
Der Pavillon präsentierte die deutsche Ingenieurskunst sowie die wissenschaftlichen Beiträge. Eine Ausstellung hatte die Auswirkungen des Zweiten Weltkrieges zum Thema. Neben einer Replik der Gutenberg-Bibel demonstrierte die Ausstellung die Auswirkungen der Revolutionierung der Drucktechnik auf die Welt des Schreibens und der Kommunikation des Menschen. Schautafeln gingen auf den bedeutenden Chemiker und Physiker Otto Hahn ein, der für die Entdeckung der Kernspaltung 1944 den Nobelpreis für Chemie erhalten hatte. Von Philipp Harth wurde die Bronzeplastik Wolf-Chimäre, eine Leihgabe der Hamburger Kunsthalle, gezeigt. Darüber hinaus gab es im deutschen Pavillon zahlreiche musikalische Aufführungen.

#### Kanadischer Pavillon

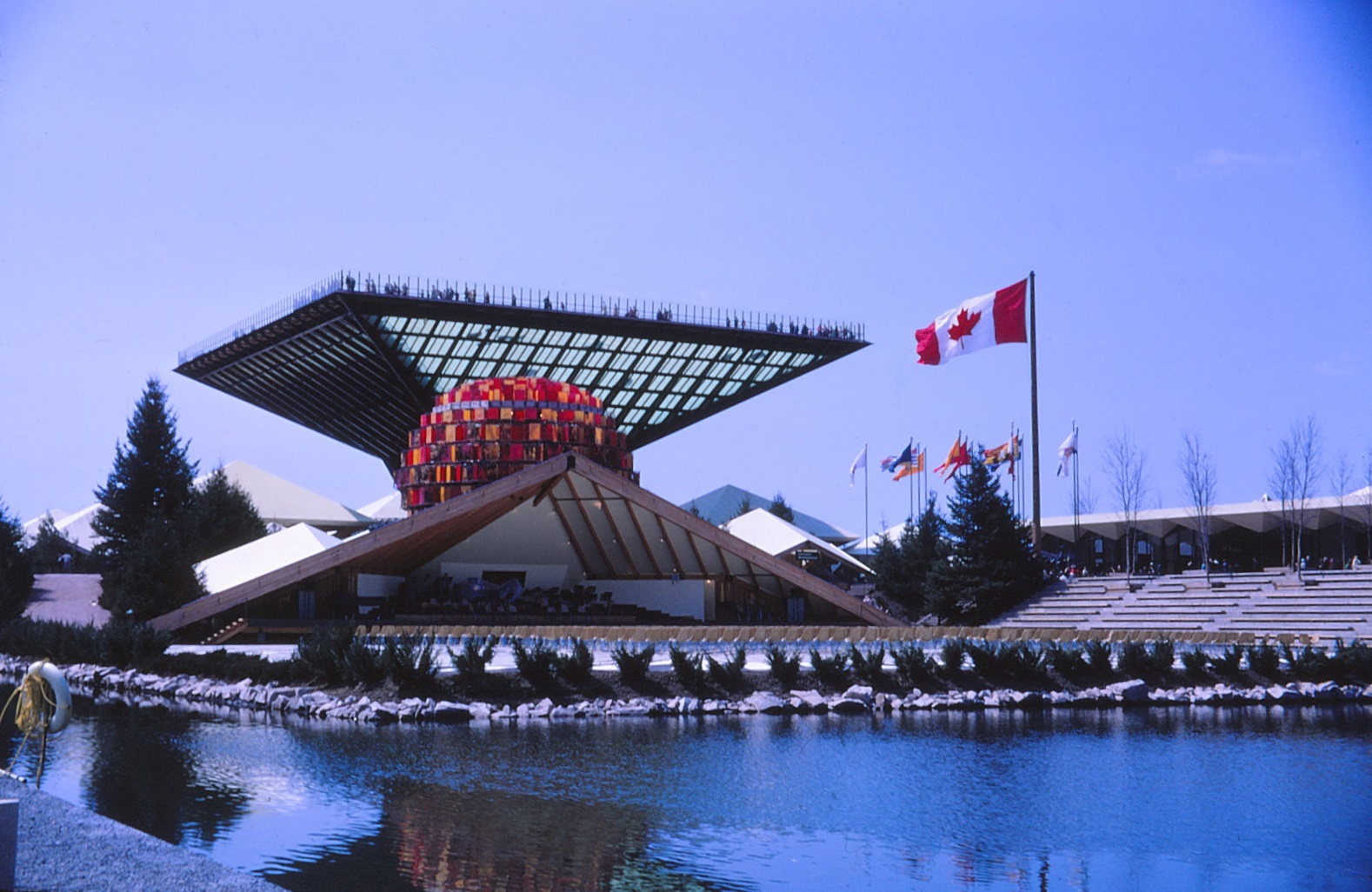
Kanadischer Pavillon

Der Hauptbau des kanadischen Pavillons bestand in seiner Grundform aus einer auf der Spitze stehenden quadratischen Pyramide, die viele andere Bauten auf der Expo überragte. Der Name des vom Architekten Rod Robbie geschaffenen Bauwerks Katimavik kommt aus dem Inuktitut und bedeutet „Treffpunkt“. Dem Namen entsprechend zeigte dieser Hauptpavillon übergreifende Themen über den Menschen und seine Welt. Die quadratische Grundfläche konnte von den Besuchern als Aussichtsplattform genutzt werden. Ein besonderes Merkmal des Pavillons war der stilisierte Baum mit 1500 herbstlich gefärbten Blättern, die aus Fotografien von Kanada zusammengesetzt wurden. Die kanadischen Pavillons standen in der südlichen Spitze der Île Notre-Dame auf gut 30.000 Quadratmetern und zeigten über 125 verschiedene Ausstellungen, die das Leben in Kanada darstellten. In unmittelbarer Nachbarschaft befanden sich die Pavillons der kanadischen Provinzen. Eine der größeren Ausstellungen, Wachstum Kanadas, präsentierte in einem Drehtheater mit einem Fassungsvermögen von über 1000 Menschen eine halbstündige Vorführung. Das Theater war in sechs Segmente unterteilt, eines davon war für den Ein- und Ausstieg, die restlichen fünf Segmente zeigten die jeweiligen thematischen Abschnitte des Wachstums von Kanada. Ein 500 Zuschauer fassendes Theater des Arts Center zeigte täglich folkloristische Tanzvorführungen. Dort traten ebenfalls klassische und populäre Künstler auf. Im Gelände befand sich ebenfalls ein 1200 Besucher fassendes Amphitheater.

#### Schweizer Pavillon

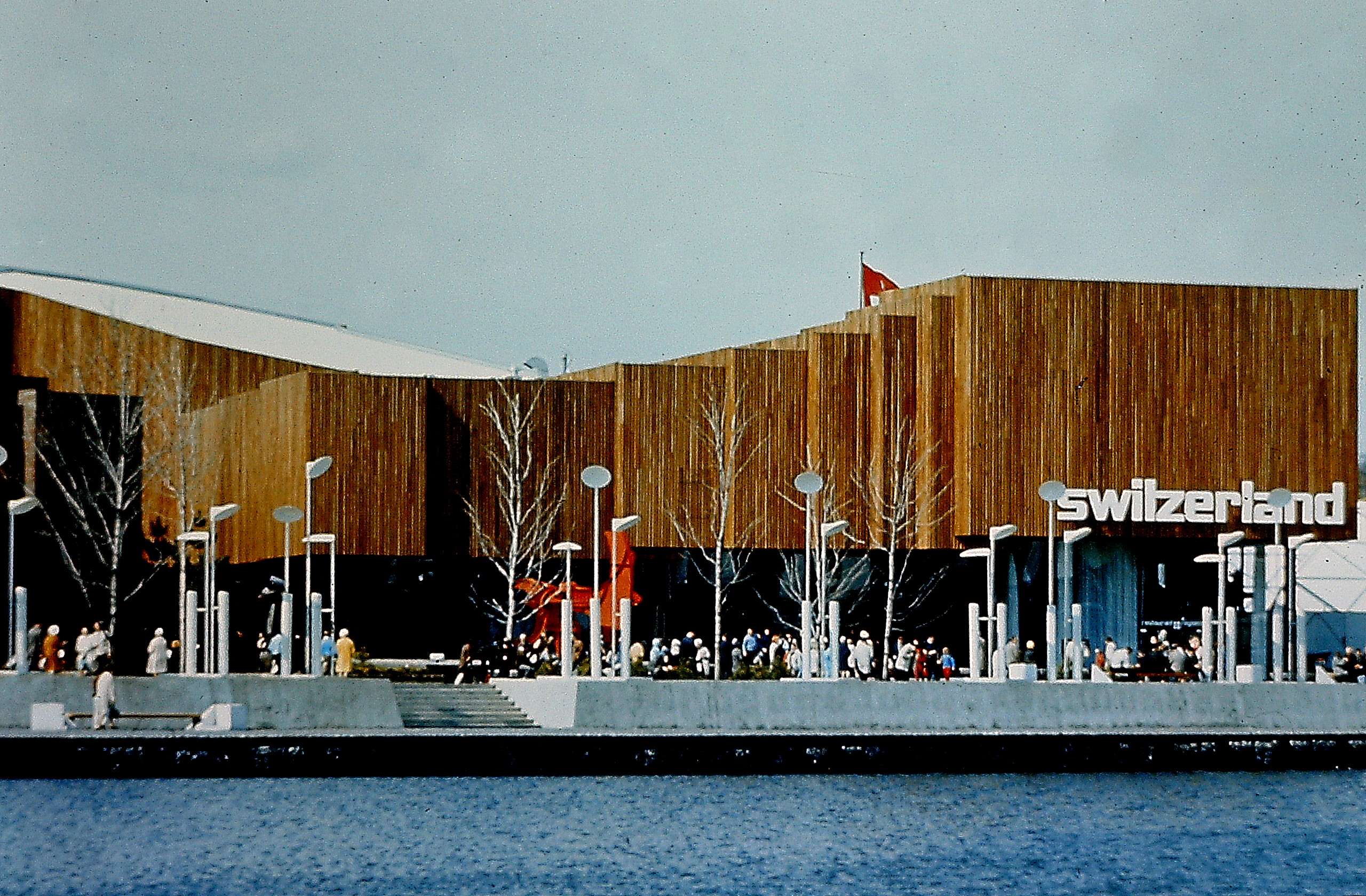
Schweizer Pavillon

Der Schweizer Pavillon, eine Stahlkonstruktion geplant von Werner Gantenbein, befand sich im nördlichen Teil der Île Sainte-Hélène in der Nähe zur U-Bahn- und Expo-Express-Haltestelle. Er bestand aus mehreren unregelmäßigen, ineinander verschachtelten Quadern. Das Erdgeschoss war komplett verglast, das obere Stockwerk mit rotem Zedernholz verkleidet. Im Erdgeschoss zeigten sechs große, von Gérard Miedinger und Celestino Piatti gestaltete Zylinder – Rotovision genannt –, die Schweiz in einem audiovisuellen Schauspiel. Rolltreppen verbanden beide Stockwerke des klimatisierten Gebäudes. Im Obergeschoss wurde in einem 460 Zuschauer fassenden Vorführraum ein 20 Minuten dauernder Film von Ernst A. Heiniger gezeigt, der die neuen Techniken illustrierte. Im industriellen Bereich präsentierte die Schweiz verschiedene Formen der Energiegewinnung, die Uhrenindustrie, die chemisch-pharmazeutische Industrien sowie die Textil- und Bekleidungsindustrie. Als besondere Attraktion konnte im Schweizer Pavillon eine Cäsium-Atomuhr angeschaut werden. Akzentuiert wurde der Bau durch eine Vielzahl von Metallplastiken Schweizer Künstler, namentlich Alberto Giacometti, Zoltán Kemény, Walter Linck, Max Bill, Robert Müller, Jean Tinguely und Bernhard Luginbühl.

#### Weitere Pavillons
Der von Jean Faugeron entworfene französische Pavillon auf der Île Notre-Dame, ein noch immer erhaltenes Bauwerk, ist eine massive Stahl-Beton-Konstruktion, die von Glas- und Aluminiumelementen als Sonnenschutz umrahmt wird. Das Gebäude mit skulpturalen Charakter besteht aus acht Ebenen, bietet 19.800 Quadratmeter Ausstellungsfläche und ist 30,5 Meter hoch. Die französischen Beiträge hatten das Thema Tradition und Erfindungsgeist.

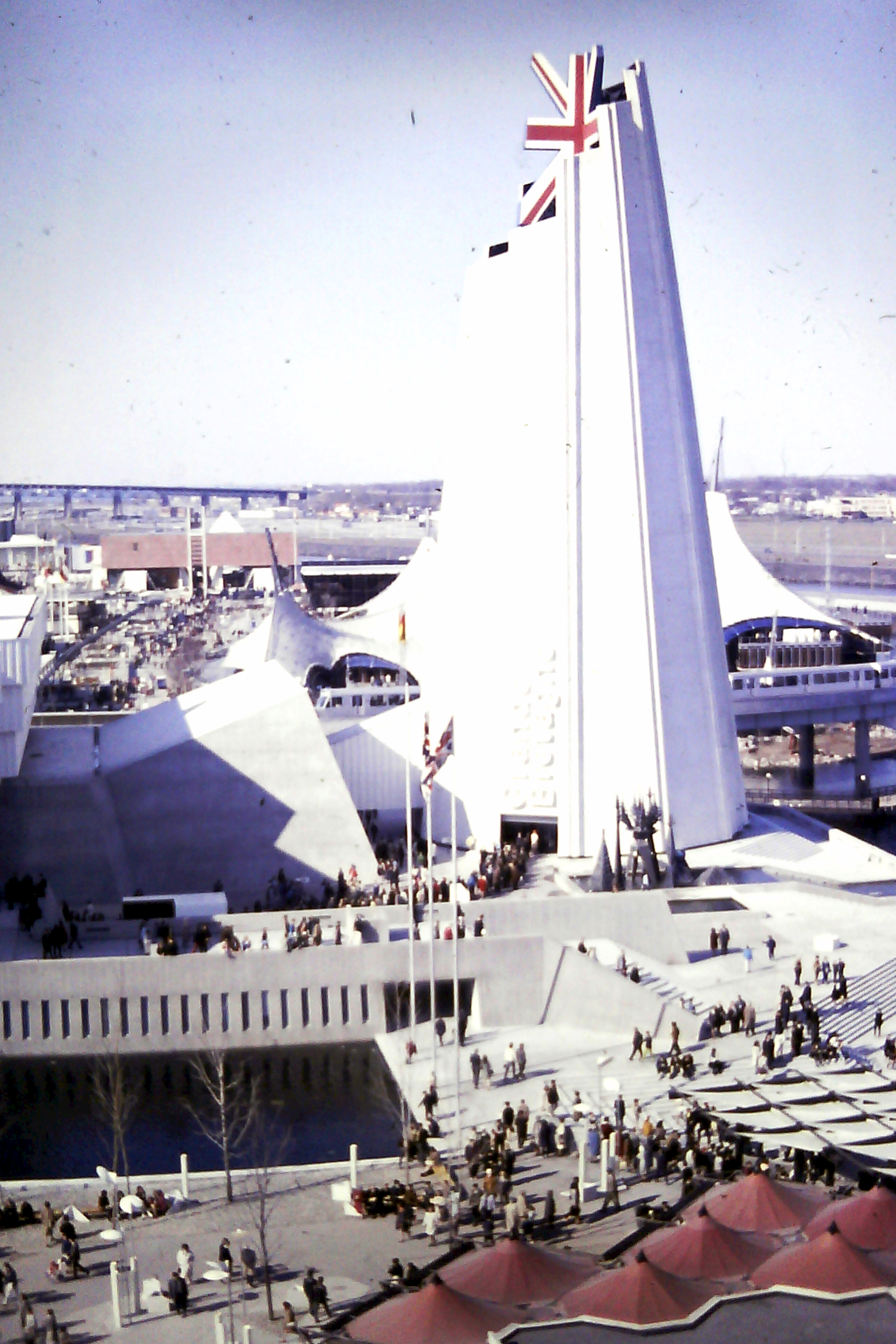
Pavillon von Großbritannien

In der Nähe des französischen und des deutschen Pavillons und auch auf der Île Notre-Dame befand sich der Pavillon Großbritanniens an einer der Stationen des Expo Express. Er wurde von einem fensterlosen, weißen, rund 61 Meter hohen Turm dominiert, der auf seiner abgeschrägten Spitze einen dreidimensional geformten Union Jack trug. In diesem an eine Kathedrale erinnernden Bauwerk wurden in der dunklen Atmosphäre aufgezeichnete Musik dargeboten. Die Exponate des Pavillons stellten die Entwicklung des Landes, beginnend mit der vorrömischen Zeit, dar. Riesige Banner erinnerten an Persönlichkeiten aus der Geschichte des Landes auf dem Gebiet der Kunst, Wissenschaft und der Politik.

### Transportsysteme

#### Zugang zur Expo 67
Der Zugang zum östlich der Innenstadt gelegenen Messegelände der Weltausstellung war sowohl zu Fuß über Brücken als auch mit dem Individualverkehr und öffentlichen Verkehrsmitteln auf die Île Sainte-Hélène möglich. Darüber hinaus bestand auch ein Hubschrauber-Shuttleservice.

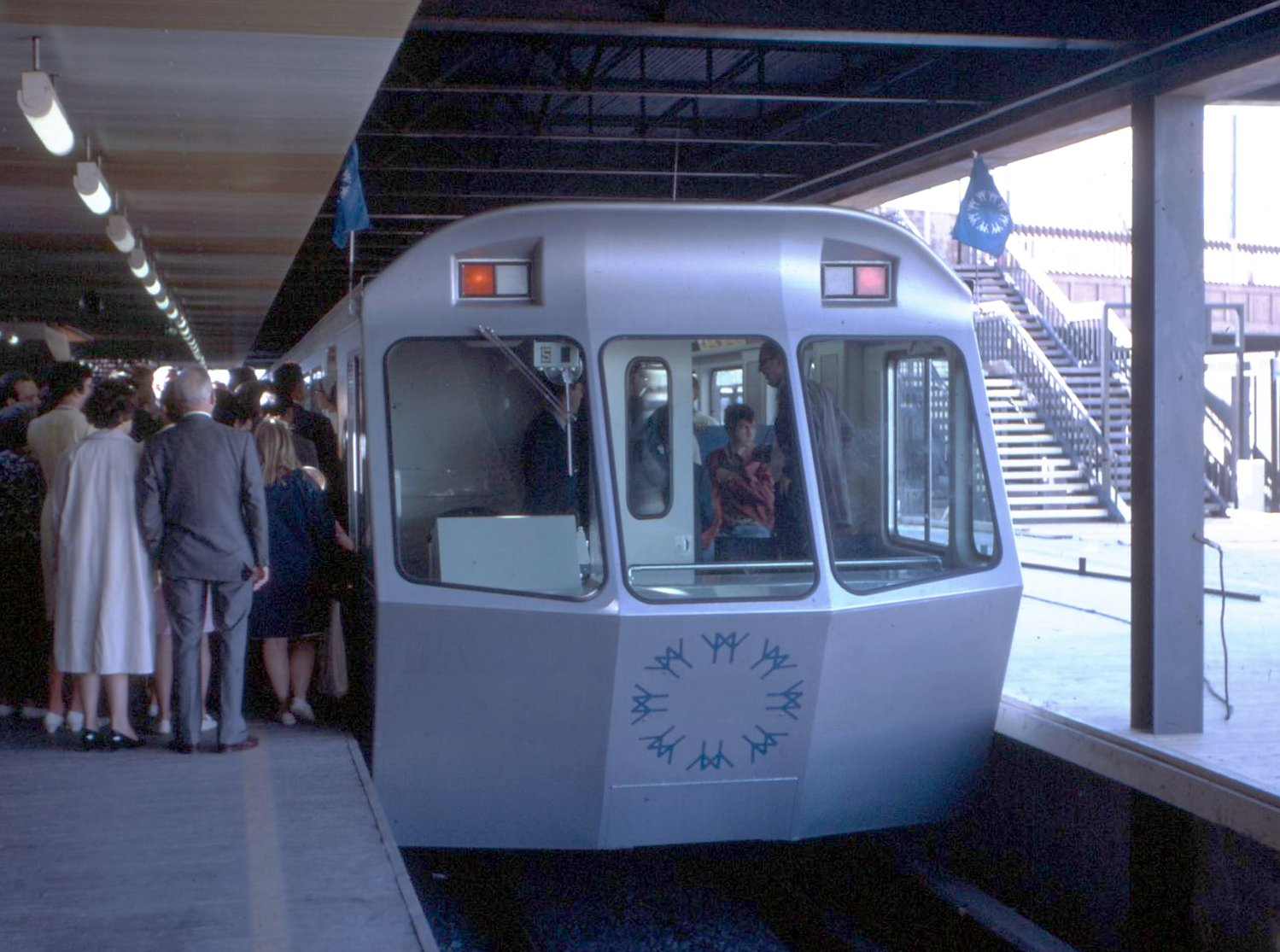
Expo-Express-Zug an der Haltestelle Place d’Accueil

Der Expo Express (franz.: l’express Expo) war ein 5,7 Kilometer langes, ausschließlich oberirdisch verlaufendes Bahnsystem, das eigens für die Expo 67 für 18 Millionen Dollar erbaut worden war. Die Bahn verkehrte im Fünfminutentakt und konnte etwa 1000 Personen stündlich befördern. Die Flotte bestand aus sechs Zügen zu je acht Waggons und war an die Montrealer U-Bahn angeschlossen, die zuvor im Oktober 1966 eingeweiht worden war. Das aerodynamische Design der U-Bahn-Triebwagen war für damalige Verhältnisse futuristisch. Nach der Expo wurden die Züge an die Metro Montreal verkauft und verkehrten zunächst auf einer verkürzten Linie, bis ihr Dienst 1972 vollständig aufgegeben wurde. Der Expo Express war gleichzeitig das erste vollautomatische U-Bahnsystem Nordamerikas. Dieser Umstand wurde allerdings nicht breit publiziert, da man befürchtete, die Öffentlichkeit würde einen automatisierten Zug nicht annehmen. Aus diesem Grund fuhr in jedem Zug ein Schaffner mit, der allerdings lediglich die Türen an den Haltepunkten öffnete und schloss.
Neben dem Expobus war auch die Fahrt mit einem Luftkissenfahrzeug (Hovercraft) zum Messegelände möglich. Am 3. August 1967 ereignete sich ein Unfall mit einem der Boote, der einen Brückenpfeiler streifte. Die anschließende Panik führte zu vier verletzten Personen. Eine Möglichkeit, die Landschaft der Expo auf dem Wasserweg zu erkunden, boten die Ausflugsdampfer Vaporatto, die vor allem auf den Kanälen und dem kleinen See der Île Notre-Dame verkehrten. Außerdem dienten diese Schiffe auch als Fährverbindung zwischen dem deutschen Pavillon und L’Anse du Pêcheur.

#### Fortbewegung innerhalb des Expogeländes

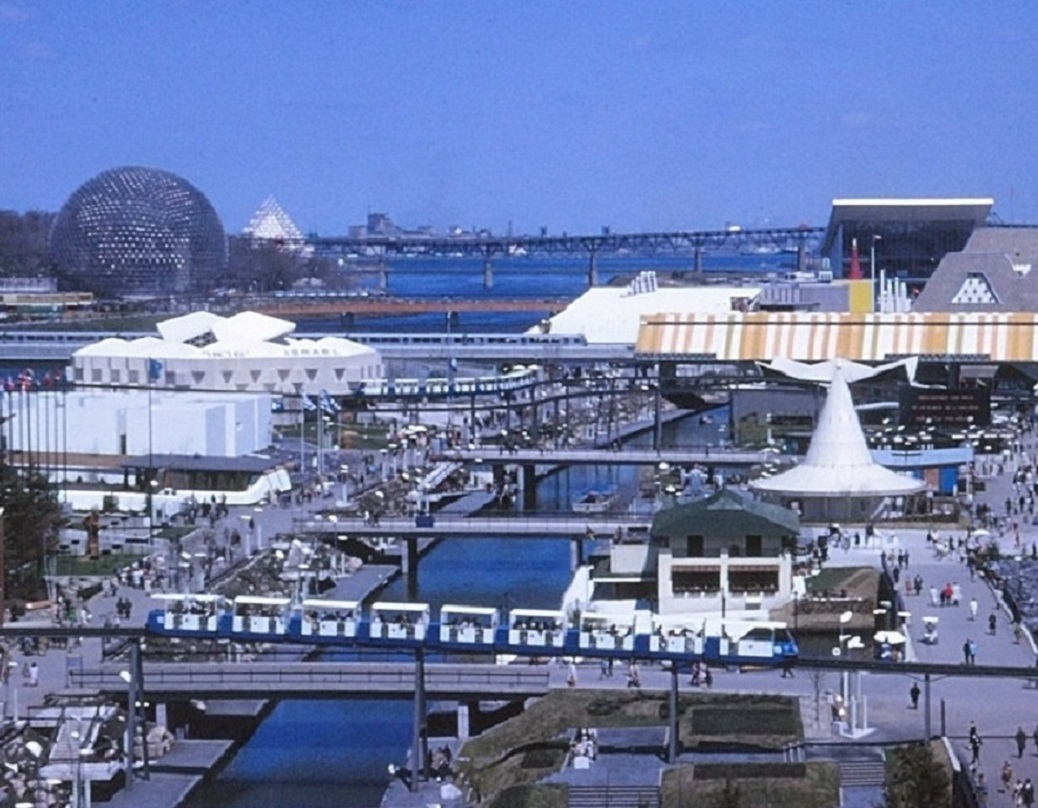
Bahnsysteme auf der Expo 67

Das Gelände war durch ein Wege- und Straßennetz für Fußgänger zwar gut erschlossen aber mit 83 Kilometern sehr weitläufig. Daher wurden mehrere Verkehrssysteme aus Fahrrad-Taxis und diversen Bahnen eingerichtet. Ein grafisches Leitsystem vereinfachte die Orientierung auf dem Gelände.
Neben dem Expo Express war die Einschienenbahn Minirail von Willy Habegger das an Fahrgästen gemessen zweitgrößte Transportsystem. Sie beförderte allerdings die Besucher nur innerhalb des Weltausstellungsgeländes und diente auch mehr der Vergnügungs- und Aussichtsfahrt denn der reinen Personenbeförderung. Die Bahn war eine Sattelbahn, bei der der Fahrbalken auf Stelzen mehrere Meter über das Gelände und teilweise über die Wasserflächen verlief. Die Hauptroute und längste Linie („Blaue Linie“) der Minirail verband beide Inseln miteinander. Eine kürzere Linie („Gelbe Linie“) fuhr auf dem Gelände des Freizeitparks La Ronde.
Mit der Seilbahn namens Sky Ride konnte man sich von der Haltestelle La Ronde des Expo Expresses über den Delfinsee in den Bereich Village des Freizeitgeländes bringen lassen. Die kleine Parkeisenbahn La Balade war eine weitere Fortbewegungsmöglichkeit auf den Inseln. Die Bahn stammt von der Torontoer Messe Canadian National Exhibition.
Mit Hilfe des sogenannten Pedicab, einer von Studenten betriebenen Fahrradrikscha mit zwei Sitzplätzen, konnten man sich über das Gelände fahren lassen.

## Nachwirkungen und Rezeption

### Hinterlassenschaften und Nachnutzung

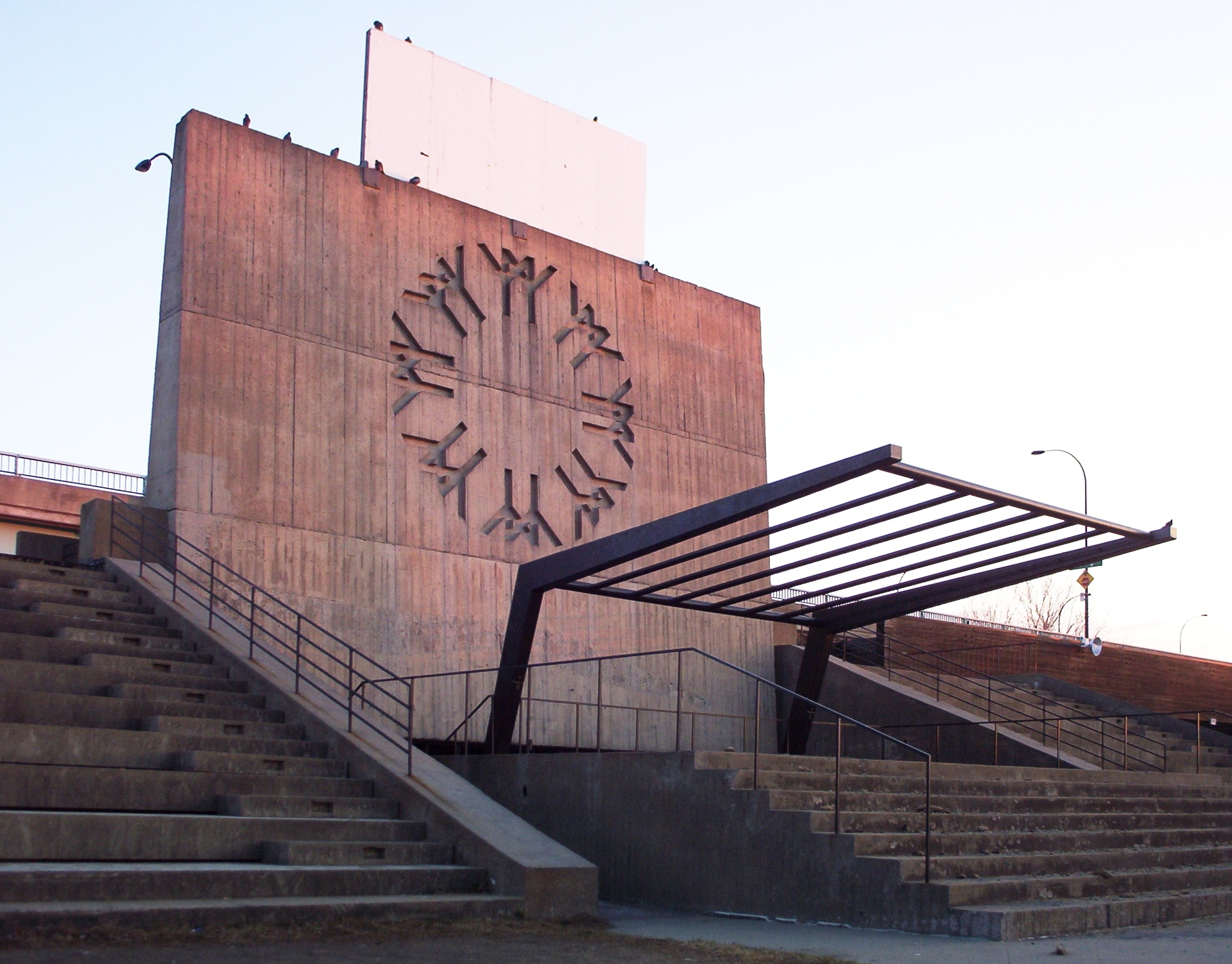
Der Place des Nations im Jahr 2006

Die meisten Bauwerke und Pavillons wurden nach Ende der Weltausstellung abgerissen oder an andere Stellen überführt. Übrig blieben der ehemalige US-Pavillon Biosphère und die Wohnbausiedlung Habitat 67. Während Renovierungsarbeiten im Mai 1976 brannte die Biosphère aus und blieb bis 1990 geschlossen. Dadurch weist die Oberfläche des Kugelbauwerks nicht mehr die ursprünglichen Acrylglassegmente auf, sondern besteht nur noch aus dem Stahlgerippe. Seit 1995 dient das Biosphère als Ökomuseum und stellt das Ökosystem der Großen Seen und des Sankt-Lorenz-Stroms dar. Der französische Pavillon beherbergt das Casino de Montréal mit 3200 Spielautomaten und über 120 Spieltischen. Es ist das größte Kasino in Kanada und gehört auch weltweit zu den zehn größten. Ebenfalls erhalten ist das Eröffnungsgelände Place des Nations mit seinen Tribünen.
Ende der 1970er Jahre war das ehemalige Expogelände Kulisse für die Science-Fiction-Fernsehserie Kampfstern Galactica. In der Folge Greetings from Earth (Erstausstrahlung: 25. Februar 1979) sah man eine Reihe der übrig gebliebenen Bauwerke der Weltausstellung, die als Schauplatz für die zerstörte, ehemalige Hauptstadt Paradeen dienten. Die Größe der Bauwerke und das völlige Fehlen jeglicher Besiedlung erwies sich als brauchbarer Drehort. Außerdem wirkten auch ein Jahrzehnt nach Ende der Expo die Bauten futuristisch. Auch für die Serie Buck Rogers wurden einige Einstellungen auf dem Expogelände gedreht.

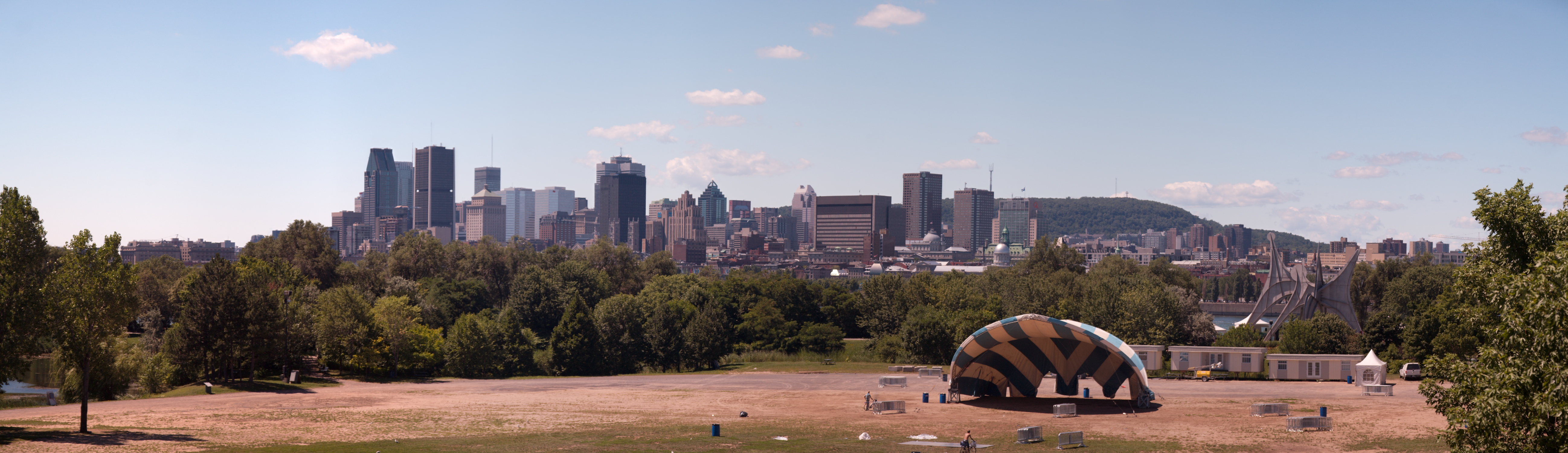
Jean-Drapeau-Park, im Hintergrund die Skyline von Montreal

Teile des Geländes der Expo 67 wurde auch für die Olympischen Sommerspiele 1976 als Regattabecken für die Ruder- und Kanuwettbewerbe und der Gartenbauausstellung Floralies Internationales 1980 verwendet. Auf der Île Notre-Dame befindet sich der Circuit Gilles-Villeneuve, eine Automobilrennstrecke, auf der seit 1978 der Große Preis von Kanada der Formel 1 durchgeführt wird. Die Inseln Sainte-Hélène und Notre-Dame bilden zusammen den Parc Jean-Drapeau. Der frühere Parc des Îles wurde zu Ehren des früheren Bürgermeisters von Montreal Jean Drapeau im Jahr 2000, ein Jahr nach seinem Tod, nach ihm benannt.
Der Freizeitpark La Ronde im Norden der Île Sainte-Hélène blieb auch nach der Weltausstellung erhalten. Der von der Kette Six Flags betriebene Vergnügungspark ist mit 41 Fahrgeschäften, neun Achterbahnen (darunter die Stahlachterbahn Goliath) und drei Wildwasserbahnen nach Canada’s Wonderland gegenwärtig der zweitgrößte Vergnügungspark Kanadas. Original von der Expo 67 sind allerdings nur noch wenige, meist kleinere Fahrgeschäfte für Kinder erhalten geblieben. Darüber hinaus ist der Aussichtsturm La Spirale und die Einschienenbahn Minirail aus dieser Zeit erhalten. Der zur Zeit der Expo weiß angemalte Turm wurde später rot-weiß umbemalt. Ebenfalls erhalten ist das Revuetheater Garden of Stars, dessen Inneneinrichtung noch weitestgehend aus der Zeit der Expo ist. Seit 1985 wird jährlich im Sommer auf dem Gelände der internationale Feuerwerkswettbewerb L’International des Feux Loto-Québec (engl.: Montreal Fireworks Festival) veranstaltet. Dazu zeigen über einen Zeitraum von mehreren Wochen verschiedene nationale Teams eine 30-minütige Feuerwerkshow, die am Ende ausgezeichnet werden.

### Bilanz
Der Charakter von Weltausstellungen hat sich im 20. Jahrhundert stark gewandelt. In den ersten Jahrzehnten waren sie weniger international, dafür universeller und futuristischer. Bis zum Zweiten Weltkrieg dienten diese Veranstaltungen auch oft der Demonstration von diktatorischer oder kommerzieller Macht. Dafür war oftmals Glanz und Begeisterung spürbar. Die Expos und Weltausstellungen wurden im Lauf der letzten Jahrzehnte immer themenzentrierter. Die Expo 67 von Montreal war eine der letzten großen Weltausstellungen, der allerdings trotzdem ein Wandel anzumerken war. Ihr Schwerpunkt war einerseits weit weniger auf kommerzielle Präsenz, sondern mehr auf internationale Vielfalt ausgerichtet. Sie warf anderseits aber auch interessante Fragen wie „Hat der Mensch noch die Kontrolle über die von ihm geschaffene Technologie?“ auf. Moshe Safdies Apartment-Komplex Habitat 67 ist auch als Fragestellung zu verstehen, ob solche Bauwerke eine moderne, effiziente urbane Alternative zu den Einfamilienhäusern in den Vororten bieten könnten. Die Expo bot im Gegensatz zu früheren Veranstaltungen mehr Animationen und Filme als Exponate. Sie war auch die letzte Weltausstellung, an der die Rivalität der beiden Supermächte USA und Sowjetunion durch sich gegenseitig überbietende Pavillons und Darbietungen derart zur Schau gestellt wurde.

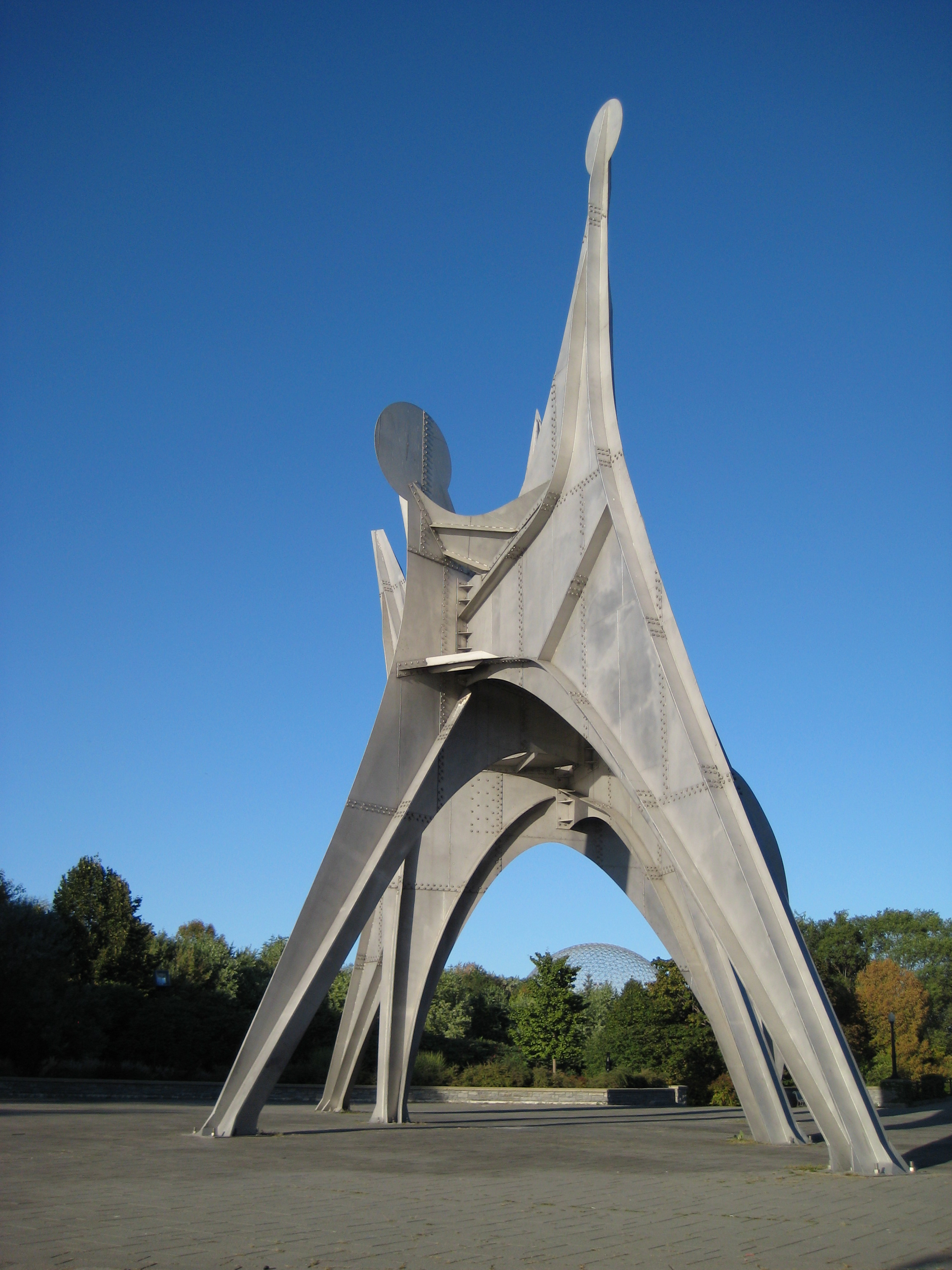
Man von Alexander Calder

Der Autor Pierre Berton beschrieb die Expo 67 als Erfolg in der Zusammenarbeit zwischen dem anglophonen und frankophonen Teil Kanadas – dem Flair der Provinz Québec und dem Pragmatismus der Anglokanadier. Allerdings merkte Berton gleichzeitig an, dass dies eine zu starke Vereinfachung der nationalen Stereotype sei. Die Expo hätte dennoch für kurze Zeit eine Brücke zwischen den „zwei Einsamkeiten“ (engl.: „Two Solitudes“) geschaffen.
Die Expo 67 hatte nicht nur einen enormen Einfluss auf die Architektur, sondern auch auf die Städteplanung und das Design von Bauwerken im Speziellen. Diese architektonische Vielfalt fußte auf der konzeptionell festgesetzten Gestaltungsfreiheit der einzelnen Pavillons. Es brauchte lediglich eine Beziehung zum frei interpretierbaren Motto „Der Mensch und seine Welt“ zu bestehen. Daher gelten viele der kreativen Bauwerke, die im Zuge der Weltausstellung errichtet wurden, sowohl baulich als auch technologisch als Innovation. Sie blieben auch nach der Veranstaltung erhalten und einige davon werden bis heute genutzt. Andere, wie die Kunst- und Architekturhistorikerin Sibyl Moholy-Nagy, äußerten sich kritischer. Sie schrieb dazu:

„Praktisch gesehen ist diese Darbietung eine Kakophonie von architektonischen ‚Fun Hats‘ – komischen Hüten, in Stahl, Beton, Stein, Holz, Plexiglas und Kunststoff, symbolisch unterstrichen durch unzählige Verkaufsbuden, die groteske Kopfbekleidungen in unüberbietbarer Albernheit anbieten.“

Auch Fullers geodätische Kugel Biosphère bezeichnete sie als kolossale und überholte Seifenblase, deren triviale Formgebung nichts anderes als amerikanischen „Propagandaalarm“ böte.
Dafür lobte man allgemein das den japanischen Metabolisten nachempfundene Wohnungsprojekt Habitat 67 als „visuell beeindruckendes Ausstellungsobjekt“, welches den „Besuchern Möglichkeiten des Planens, Entwerfens und Bauens von Wohnungen“ vorführe. Dass die Bauweise unter anderem aufgrund der hohen Baukosten unökonomisch ist, schmälere nicht den Anspruch, Experimente vorzuführen. Allerdings sei ein Hauptfehler des Konzepts die fehlende Privatsphäre; die vielen Dachterrassen hätten selbst Wohn- und Schlafzimmerfenster zu nah aneinander gerückt. Trotzdem avancierte das anfangs ungeliebte und daher in seiner Größe deutlich reduzierte Bauprojekt zu einer beliebten Wohnanlage.

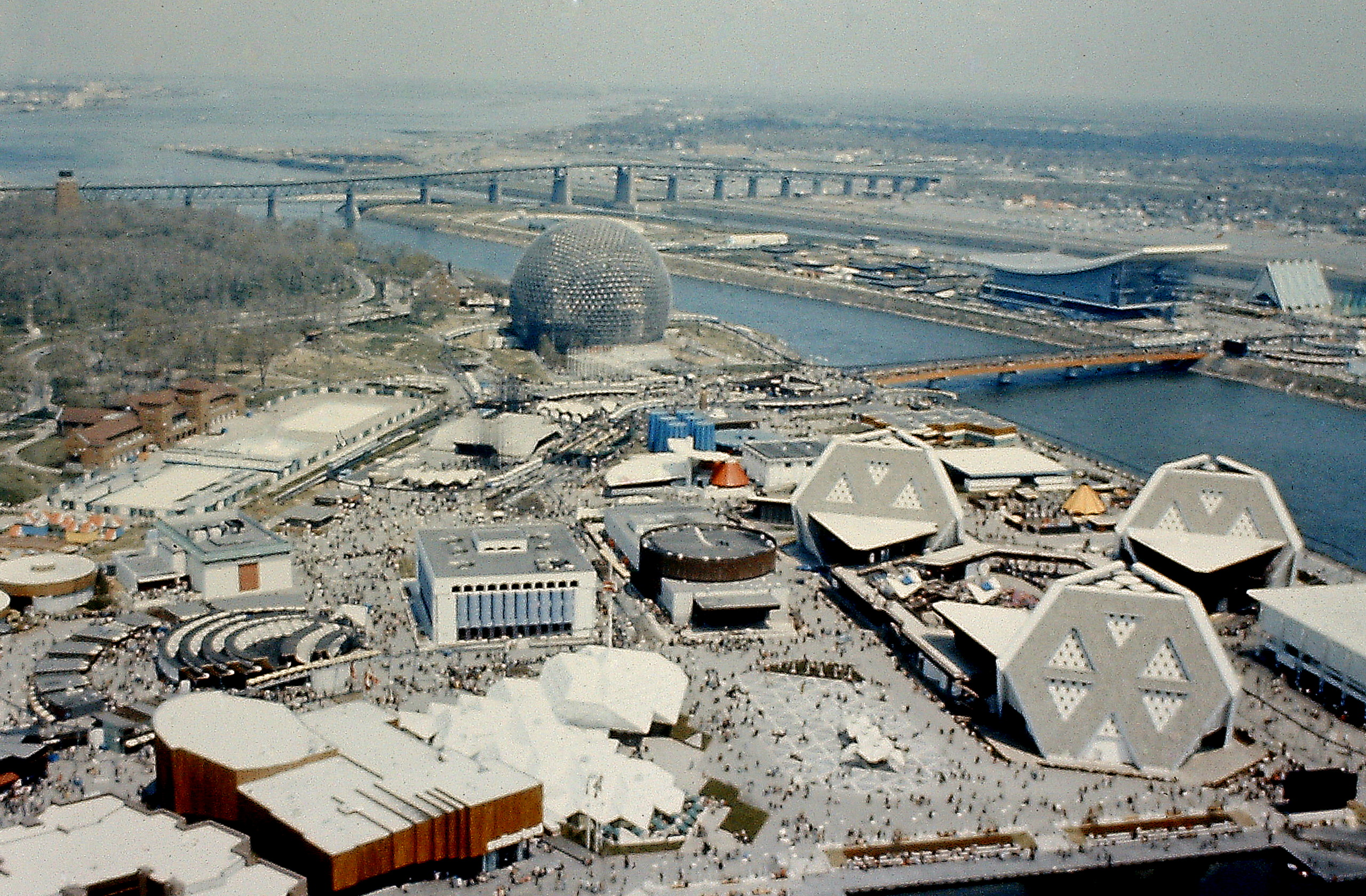
Luftbild der Île Sainte-Hélène während der Expo 67

Der starke Besucheransturm der Weltausstellung in Montreal war auch der Tatsache geschuldet, dass sie parallel über die gesamte Ausstellungszeit eine reichhaltige Palette an arrivierten kulturellen Beiträgen präsentierte. Über 20.000 Veranstaltungen boten Theater-, Konzert- und auch Musicalvorführungen. Allein diese Beiträge lockten insgesamt 16,5 Millionen Besucher an. Die Expo 67 kostete zwar viermal so viel wie die Expo 58 in Brüssel, trug allerdings zur Verbesserung der Infrastruktur bei und zahlte sich langfristig für Montreal aus. Die Weltausstellung legte Trends für zukünftige architektonische Raumstrukturen und innovativen Verkehrskonzepten vor. Darüber hinaus formulierte sie technologische Visionen für die Bewältigung der künftigen Zivilisationsprobleme.

### Nationale Würdigung
Die Expo 67 verdeutlichte die optimistische Einstellung vieler in Kanada in den damaligen Zeit und war gleichzeitig eine Vorahnung auf die kommenden sozialen Umwälzungen. Sie hinterließ bei allen Teilnehmern einen Eindruck, auch wenn sie wichtige aufkommende Fragen der indigenen Identität und der Zukunft von Quebec in Kanada hervorhob. Da mit der Ausstellung auch das Centennial der Kanadischen Konföderation gefeiert wurde, erklärte der zuständige Minister der kanadische Bundesregierung die Expo 67 am 27. Februar 2018 zu einem „nationalen historischen Ereignis“.